# Tribus musulmanes et juives de Yathrib
Pour le contexte historique général, voir les articles Arabes et Histoire de l'expansion de l'islam. Pour les explications sur les mots et les noms, voir l'article Vocabulaire de l'islam
 (avant février 2017).
 (mai 2019).

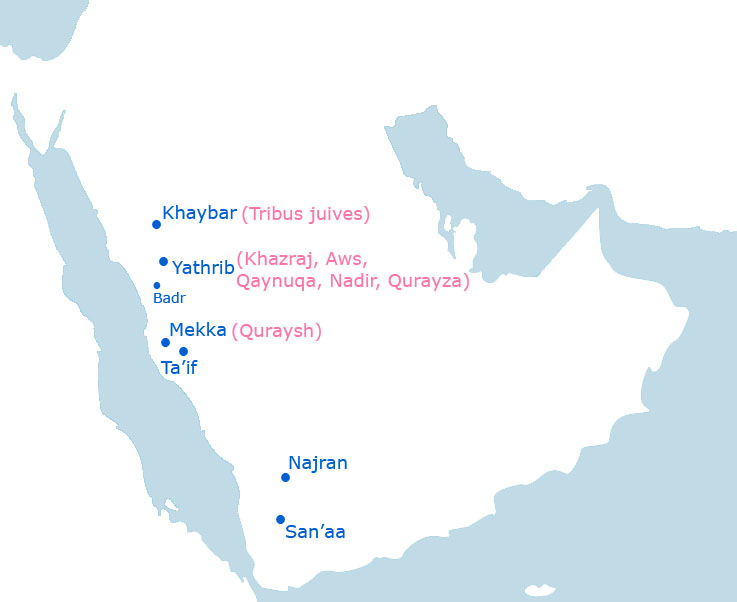
Tribus juives et musulmanes de Yathrib.

Les tribus musulmanes et juives de Yathrib (future Médine) composent la structure sociale au travers de laquelle s'organisent les forces politiques et religieuses, dans l'oasis de Médine, au début de l'Hégire qui correspond au début de la carrière de Mahomet en tant que chef, d'un point de vue historique. L'histoire se démarque de la tradition et des textes religieux de l'islam (Sira et Coran) en ce que, sans pour autant rejeter par principe les présentations classiques, celles-ci sont passées au crible de ces méthodes.
Selon la tradition, en 622, après la seconde rencontre d'Aqaba qui scelle ce départ dans un serment d'allégeance, Mahomet quitte La Mecque avec un groupe de fidèles (Muhadjir), d'où ils furent bannis. Ils s'installent à Yathrib, où Mahomet s'impose comme chef, avec l'ambition de développer un pouvoir politique (pactes) et religieux (conversions). Dans un premier temps, en pacificateur, il convertit les membres de plusieurs tribus (Ansar) et, par des pactes connus sous le nom de « Constitution de Médine », il soumet à son autorité plusieurs tribus, dont trois tribus juives (il y a très peu de chrétiens à Yathrib). Mahomet se rapproche des mœurs propres au peuple d'Israël pour rallier ces tribus (interdits alimentaires et période de jeûne), mais cette ouverture tourne rapidement à l'échec. Un conflit s'installe qui se termine par l'expulsion brutale de deux tribus juives, puis, après jugement, par un massacre de la totalité des hommes et mise en esclavage des femmes et des enfants de la troisième tribu juive. L'émergence de ce type de violence organisée va saisir de stupeur les Arabes en général. Par la suite, les musulmans entretiendront avec les communautés juives des relations plus pacifiques[réf. nécessaire].

## La méthode traditionnelle

### La critique externe: la chaîne des transmissions orales
La méthode traditionnelle repose sur des transmissions orales en chaîne (isnad), elle a peu à voir avec les méthodes modernes sur les documents écrits. Pour l'historien Claude Cahen, la biographie traditionnelle du Prophète de l'islam due à Ibn Ishaq repose sur des hadiths. Or, selon lui, beaucoup de hadiths, notamment sur les enseignements du Coran, « ont été arrangés ou forgés de toutes pièces […] pour servir d'arguments aux uns ou aux autres [… et] si Mahomet est une figure historique, ce que nous savons d'elle se trouve inextricablement mêlé à beaucoup de traits qui le sont peu ». Tabarî cite la généalogie complète du prophète de l'islam jusqu'à Adam, (30 générations jusqu'à Abraham, 19 générations d'Abraham à Adam), généalogie qui, selon lui, « n'est pas contestée ; elle est admise par les généalogistes, et se trouve exactement ainsi dans les traités de généalogie ». Néanmoins, à raison de 90 ans par génération, Adam serait contemporain des écritures mésopotamiennes sur tablettes d'argile, ce que l'on ne peut pas prendre au sérieux aujourd'hui.
Ibn Khaldoun (1332, 1406), en qui l'on peut voir le fondateur de l'historiographie moderne, dénonçait déjà, dans son Discours sur l'Histoire universelle, le manque de fiabilité de l'histoire traditionnelle : « On ne fait guère d'effort pour atteindre la vérité. La critique est myope, le plus souvent. La recherche historique allie étroitement l'erreur à la légèreté. La foi aveugle en la tradition (taqlîd) est congénitale ».

### La critique interne
Pour « combattre le démon du mensonge avec la lumière de la raison », selon Ibn Khaldoun, « la meilleure manière de distinguer le vrai du faux » consiste à faire l'examen critique des faits avant même d'apprécier la crédibilité des informateurs : « Cette critique externe ne devrait intervenir qu'après la critique interne de vraisemblance. Quand un récit est absurde, peu importe le crédit attaché ou non à son auteur ». Ibn Khaldoun résume le débat sur la fiabilité des sources en histoire :
« D'autre part, lorsqu'il s'agit d'événements matériels, il faut reconnaître, avant tout, leur conformité (avec la réalité), c'est-à-dire se demander s'ils sont possibles. Ceci a le pas sur l'enquête de moralité. En somme, la critique externe (ou enquête de moralité) suffit pour attester la validité d'articles de foi, tandis que la critique interne des faits ordinaires requiert leur comparaison avec les circonstances communes. »

### Déséquilibre entre critique externe et critique interne
Pour le philosophe Mohammed Arkoun : « la pensée est demeurée vivante et la langue s'est enrichie pendant la période de formation tant que l'esprit a conservé un contact avec le réel ; à mesure que les textes doctrinaux systématiques se sont multipliés, l'inférence à partir de langages fermés, redondants s'est substituée à l'interrogation du réel. » Il ajoute : « la résistance de plus en plus rigide opposée à toute innovation qui ne soit validée à l'aide du système de croyances et de non-croyances (professions de foi, usûl) manié par les « docteurs » ('ulamâ), exprime le refus de prendre en considération l'histoire et la revendication corrélative d'un contrôle toujours possible du changement à l'aide des Textes-Sources-Modèles dont les enseignements sont déclarés inépuisables, bien qu'ils soient en nombre limité. » L'historienne Sabrina Mervin précise le vocabulaire : « Tout d'abord transmis oralement, les hadîth furent bientôt consignés par écrit, malgré quelques résistances. […] Les premiers récits que rapportèrent les conteurs sur la vie de Muhammad, appelés maghâzî, concernaient exclusivement les campagnes militaires. […] Les maghâzî se diversifièrent en inventant d'autres types de récits […] des poèmes, des textes vantant les mérites de Muhammad et de ses compagnons, des lettres ou des traités conclus avec les tribus ennemies, et enfin bon nombre de récits légendaires […] Ibn Hicham fut le premier à employer le terme sîra à la place de l’ancien maghâzî. […] Quant à sîra, il désigne une manière de faire, de procéder. […] Au début de l'islam, sîra et sunna étaient quasiment synonymes. […] Le terme sunna désigne une pratique, une manière de procéder, un usage et, donc, un précédent à reproduire […] ». L’historien Hichem Djaït précise que, en ce qui concerne Ibn Ishaq, « le titre originel du livre contenait la notion de maghâzî et non de sîra ».
Dans la pratique, la critique interne de conformité avec la réalité a été peu poussée et seule la critique externe a été fortement développée au sujet du Coran, de la Sira et des principaux recueils de hadiths, qui constituent l'essentiel des sources pour les historiens. Pour Ibn Khaldoun, en ce qui concerne l'exactitude des transmetteurs cités, « le consensus unanime s'accorde à reconnaître l'exactitude d'Al-Bukharî de Muslim ». Mais l'enquête de moralité, si complète soit-elle, ne suffit pas aux historiens et, selon Maxime Rodinson, « Une biographie de Mohammad, qui ne mentionnerait que des faits indubitables, d'une certitude mathématique, serait réduite à quelques pages et d'une affreuse sécheresse. Il est pourtant possible de donner de cette vie une image vraisemblable, parfois très vraisemblable. […] Ceci dit, il faut avertir que ces sources sont peu sûres, qu'elles sont loin des faits. […] Il nous reste les faits sur lesquels toutes les traditions s'accordent […]. De telles discussions ne purent avoir lieu que parce que tout le monde était d'accord sur le fait de la bataille de Badr, sur sa date (approximative au moins), sur son issue. […] En raisonnant, nous pourrons être amenés à citer telle ou telle donnée de la tradition qui nous paraît concorder avec l'image des événements que nous avons formée. Il faut avertir une fois pour toutes que ces données appelées à illustrer l'exposé sont toutes douteuses. » 
Pour Alfred-Louis de Prémare, « Beaucoup de ces hadîth, laconiques ou plus ou moins développés, mais toujours appuyés sur leur chaîne de transmetteurs plus ou moins autorisés, donnent ou veulent donner l’impression de vécu, du « pris sur le vif » lorsqu’ils rapportent un dit ou un comportement de Mahomet. Ce peut avoir été effectivement le cas. Mais ce peut être aussi une fiction littéraire, renforçant l’illusion d’une parfaite historicité. »

### Les ouvrages d'Ibn Ishaq et de Tabarî pour un lecteur moderne
La vie de Mahomet telle que la décrit la « tradition », plus exactement de Muhammad dans la traduction de Abdurrahmân Badawî, est présentée dans la Sira (biographie) de référence qu'est le texte d'Ibn Ishaq. Selon Ibn Khaldun, « peu d'historiens sont assez réputés pour être tenus pour des autorités » et, parmi les trois dont il n'accuse pas les ouvrages d'être « discutables à certains égards », il cite Ibn Ishaq en premier, les deux autres étant Tabarî et Hicham ibn al-Kalbi.

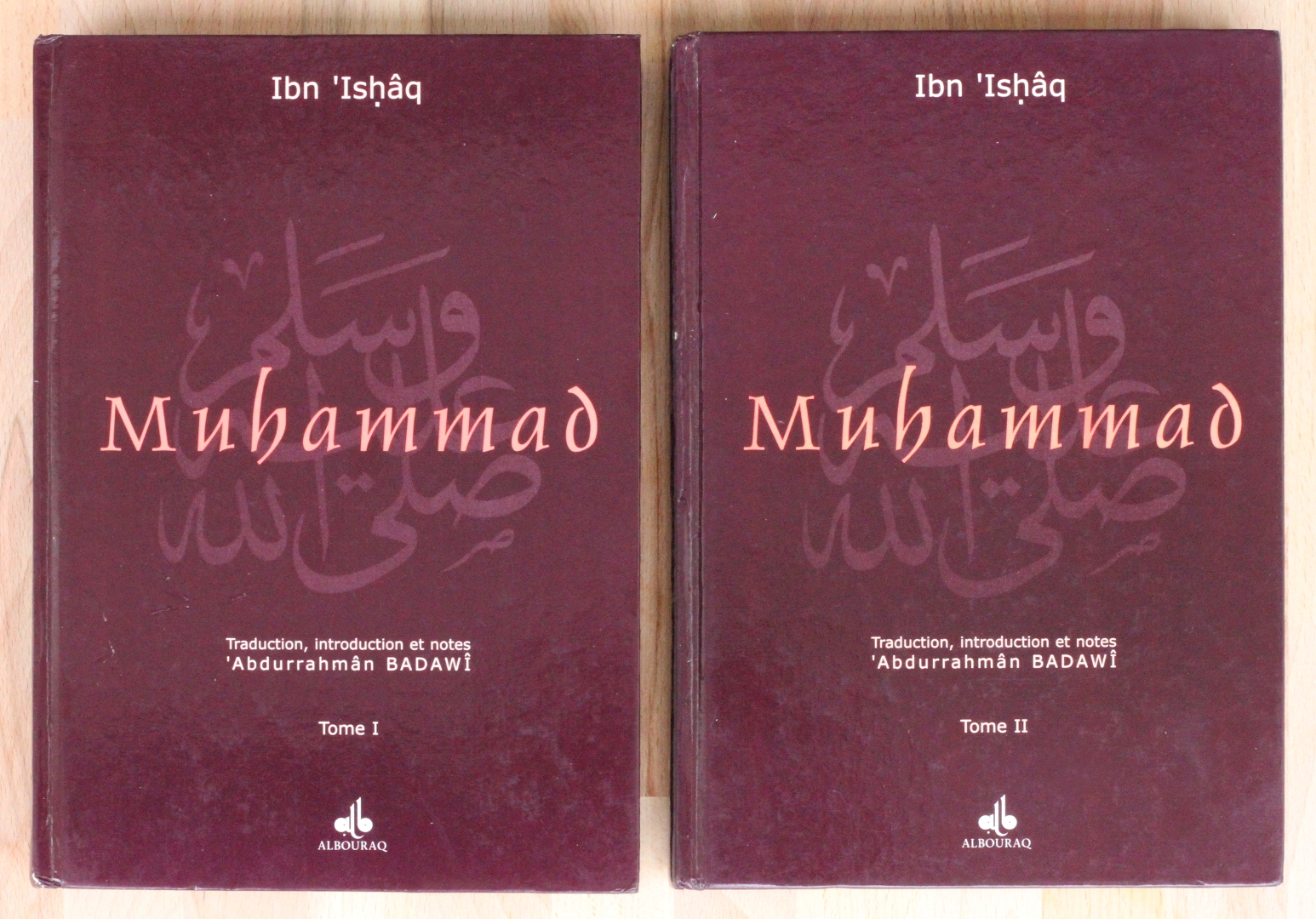
Ibn Ishaq, Muhammad, traduction française annotée Abdurrahmân Badawî. Le texte arabe traduit est celui de l’édition de Ferdinand Wüstenfeld, dont la pagination est précisée entre crochets.

La Sira d'Ibn Ishaq est plus connue sous l'appellation de Sira d'Ibn Hicham. Le texte d'Ibn Ishaq, perdu, n'est connu que par la reconstitution ultérieure qu'en a fait Ibn Hicham, précisant tout au long ce qui était d'Ibn Ishaq (« Ibn Ishaq dit : ») et ce qu'il ajoutait lui-même (« Ibn Hicham dit : »). Selon Abdurrahmân Badawî, « la presque totalité de ses notes porte sur la généalogie et la philologie » et Ibn Hicham a très peu ajouté sur les récits historiques (il a par contre enlevé tous ceux où il n'est pas question de Mahomet). L'immense majorité du contenu historique est d'Ibn Ishaq : l'appellation de Sira d'Ibn Hicham est donc abusive, sinon fautive. Il a par contre retranché, beaucoup semble-t-il. Selon ses dires, il a enlevé tout ce qui était avant Ismaël (Ismâ'îl), les récits où il n'est pas question du prophète de l'islam, ce qui ne touche pas à l'objet du livre ou qui ne l'explique pas, les vers et les poèmes « qu'aucun savant en poésie ne connaît » ; il élimine des passages en les remplaçant par « Il ne sied pas d'en parler, la mention nuit à quelques gens, al-Bakkâ'î ne nous recommande pas de rapporter. ».
Le manuscrit d'Ibn Ishaq est aujourd'hui perdu, une copie complète a probablement subsisté jusqu'au premier tiers du XIIIe siècle. Fondée sur dix-sept manuscrits, l'édition de référence de la Sira d'Ibn Ishaq/Ibn Hicham est celle de Ferdinand Wüstenfeld (en) parue en 1858-1859 (tome 1 contenant le texte arabe d'Ibn Ishaq et d'Ibn Hicham) et 1860 (tome 2 contenant une introduction, des notes critiques et des indices). Cette édition du texte arabe d'Ibn Ishaq et de celui d'Ibn Hicham est intégralement traduite en français et éditée en deux volumes, sous le titre Ibn Ishaq, Mahomet, traduction française, introduction et notes par Abdurrahmân Badawî. Dans le présent article, les références de pages seront données ci-dessous sous le nom Sira, suivi de AR pour la pagination du texte arabe de référence (Ferdinand Wüstenfeld, voir bibliographie), puis de FR pour la pagination de l'édition en français (Abdurrahmân Badawî, voir bibliographie). La Sira d'Ibn Ishaq accompagne les récits de nombreux poèmes et cite, en regard des épisodes, les passages correspondants du Coran. Sous le titre Ibn Hichâm. La biographie du prophète Mahomet. Texte traduit et annoté par Wahib Atallah.
Pour les historiens modernes, la principale source sur les relations entre les tribus musulmanes et juives de Yathrib est constituée par cette Sira dans l'édition de référence, tant pour la partie 4 (R.B. Serjeant) que pour la partie 5 (Hichem Djaït, Maxime Rodinson, etc.). Maxime Rodinson, citant lui aussi Ibn Ishaq en premier, écrit : « J'ai eu constamment sur ma table au cours de la rédaction Ibn Ishaq, Tabarî, Wâqidî, Ibn Sa'd et j'ai fait souvent des plongées dans l'océan de la « tradition ». » L'ouvrage d'Ibn Ishaq est, dans cet article, mis en regard des ouvrages des historiens contemporains (voir la partie 4, « Les huit pactes connus sous le nom de “Constitution de Médine”, par R.B. Serjeant » et la partie 5, « Tribus musulmanes et tribus juives au regard de l'histoire moderne »). La différence entre un travail d'« historien » au sens où l'entendait Ibn Khaldûn et un travail d'historien moderne apparaît par comparaison, voir ci-après, notamment, « La construction de l'État islamique selon Hichem Djaït ». La comparaison permet de constater que, si la version des faits que donnent les historiens modernes est en général très proche de celle de l'« historien » qu'était Ibn Ishaq à son époque, un texte d'historien moderne tel que celui de Hichem Djaït ressemble très peu à un texte d'« historien » au sens d'Ibn Khaldûn. De même, un article tel que celui de R.B. Serjeant (voir « Les huit pactes connus sous le nom de “Constitution de Médine”, par R.B. Serjeant ») ressemble très peu au texte d'Ibn Ishaq sur lequel il repose. Même si, au niveau des mots, le texte dans R.B. Serjeant est le même que celui dans Ibn Ishaq, il peut en être tiré des conclusions diamétralement opposées au sujet des relations entre tribus musulmanes et tribus juives, Oumma protégeant les juifs, érigée en une constitution, dans certaines publications, contre expulsion de deux tribus juives de Yathrib, avec massacre des hommes de la dernière tribu et vente comme esclaves de leurs femmes et enfants, puis proclamation de Médine « enclave sacrée », deux ans plus tard, dans des publications plus scientifiques d'historiens.
Les historiens modernes considèrent tous que, pour l'époque de Mahomet, avec l'ouvrage d'Ibn Ishaq, celui de Tabarî est également incontournable. Médecin, mathématicien et, en premier lieu, historien, Tabarî se fonde sur la citation de témoignages, dont le fil ininterrompu (isnad) remonte au témoin privilégié. Selon André Miquel, « nous n'en avons conservé que le dixième environ, sous forme d'un résumé ». Il est accessible dans la traduction française de Hermann Zotenberg. Tabarî (né en 838, mort vers 921-923), a écrit ses Chroniques quelques années avant sa mort. Elles furent traduites en persan quelques années plus tard par le Vizir Bal'ami, version amputée des chaînes de transmissions et autorités sur lesquelles Tabarî s'appuyait. Cette traduction persane acquit une renommée considérable, fut à son tour traduite en turc, et remplaça peu à peu l'original dont il n'existe plus que quelques fragments. La version arabe comme la traduction française actuelle de Zotenberg est fondée sur le texte du traducteur persan Bal'ami. Par rapport au livre d'Ibn Ishaq, celui de Tabarî est plus facile à lire pour un lecteur moderne car il est beaucoup plus court (Mohammed, sceau des prophètes occupe 329 pages chez Actes Sud ou 205 pages serrées chez Al-Bustane, contre 1 223 pages pour Ibn Ishaq dans l'édition française) et, comme le précise Zotenberg, réécrit à la façon moderne (la lecture des chaînes de transmission dans Ibn Ishaq est fastidieuse pour le lecteur profane). Par contre, pour un historien moderne, la source que constitue l'ouvrage d'Ibn Ishaq ne souffre pas du passage par une traduction intermédiaire (en persan pour Tabarî), permet un travail de recoupement grâce aux très nombreuses chaînes de transmission, et offre un volume de documents beaucoup plus important. Selon Hermann Zotenberg, les principaux historiens ont puisé dans la Chronique de Tabarî et, « pour l'histoire des Omayyades, elle reste la source la plus précieuse de nos connaissances ». Dans cet article, les références de pages de Mohammed, sceau des prophètes seront données ci-dessous sous le nom Tabarî, suivi de TH pour la pagination de Thesaurus, et de AB pour la pagination de Al-Bustane. La Chronique, Mohammed, sceau des prophètes de Tabarî cite, pour chaque épisode, les extraits du Coran qui s'y rapportent.
Jacques Berque, dans sa préface à l'ouvrage de Tabarî, définit ce que représente, pour un lecteur moderne (il ne s'agit pas d'un historien moderne), la lecture d'un tel livre : « Mais il ne suffit plus à une lecture contemporaine de s'éprendre d'une histoire. De l'histoire, elle attend aussi l'exactitude. Or celle-ci ne tient pas seulement à la continuité des transmissions ; et il n'y a rien de plus trompeur qu'un air de vérité, puisqu'il change avec les mœurs. Telles sont les ruses du présent qu'il investit de ses attentes les reliefs du passé. Héritant d'un état de choses autant que d'états d'âme, il déploie rétroactivement ses familiarités, si bien qu'il faudra en maintes rencontres considérer comme une déduction de l'actuel ses retrouvailles avec l'ancien. »
Selon Uri Rubin, les matériaux des premières biographies de Mahomet, contrairement à ce qui a pu être dit, n'ont pas leur origine dans les exégèses du Coran : il s'agit d'un cadre non coranique. Selon Rubin : « Ce cadre se compose des matériaux bibliques, des épopées préislamiques, et des traditions véritablement islamiques au sujet du Prophète et de ses Compagnons, matériaux qui ont été entrelacés au sein d'une biographie complexe, finalement authentifiée avec l'habillage que le Coran a apporté. »
Les traductions utilisées pour Ibn Ishaq et Tabarî écrivent dans les deux cas « juif » (religion) et n'utilisent jamais « Juif » (nation). Dans les parties correspondantes ci-après, afin de ne pas créer une confusion supplémentaire, il est fait de même. L'usage d'« Islam », qui désigne le système, est reproduit fidèlement aux textes cités, sans remplacer ce mot par « islam », qui désigne la religion. Enfin, l'usage du nom « Muhammad » ou « Mohammad » en français, tant dans le vocabulaire scientifique des historiens modernes que dans les traductions modernes d'Ibn Ishaq et de Tabarî, est scrupuleusement respecté.

## Les tribus musulmanes et les tribus juives de Yathrib selon laSirad'Ibn Ishaq
Conformément au titre de ce paragraphe, après l'introduction, les 17 sous paragraphes qui suivent présentent le texte d'Ibn Ishaq dans l'édition de référence, traduction d'Abdurrahmân Badawî. Les titres sont ceux d'Ibn Ishaq. Quelques éclairages à ce texte sont ponctuellement ajoutés, sous la plume d'autres auteurs, toujours cités, en respectant leur vocabulaire.

### Introduction sur les tribus musulmanes et les tribus juives
Yathrib était composé principalement de cinq tribus arabes, deux non-juives (Banu Aws et Banu Khazraj) auxquelles les traditions donnent une origine yéménite, dont il ne semble pas exister de fondement historique, et trois juives (Banu Qaynuqa, Banu Nadir et Banu Qurayza).
Les tribus des Banu Aws et des Banu Khazraj appartiennent aux tribus arabes du sud ou yéménites, arrivées à Yathrib vers 300. Dans le livre d'Ibn Ishaq, les Quraych sont ceux de la tribu de La Mecque qui sont restés à La Mecque. Les Ansars (les Auxiliaires) sont les compagnons de Mahomet), qui sont originaires de Yathrib. Les Émigrés, ou muhâjirûn, sont les compagnons de Mahomet qui l'ont suivi de La Mecque à Yathrib.

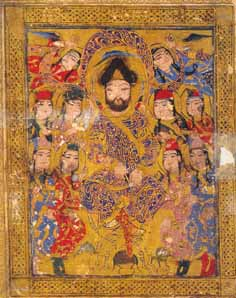
Kitab al-aghani.

Les trois principales tribus juives des environs de Yathrib qui apparaissent un peu partout dans les sources islamiques — Banu Qaynuqa, Banu Nadir et Banu Qurayza — sont attestées dans des sources indépendantes de la tradition islamique et dans la tradition poétique juive. Banu signifie « fils de ». Toutes ces tribus sont constituées de clans. Ces sources sont des inscriptions,, mais surtout, dans le Kitab al-aghani, des notices bien documentées sur les poètes et sur le contexte, introduisant les poésies préislamiques. Les poètes juifs y sont présents, avec les notices introductives. Il est fait mention, dès avant l'an 300, des Banu Qaynuqa, des Banu Nadir et des Banu Qurayza, ainsi que des Banu Hadal, qui demeuraient avec les Banu Qurayza. Ces tribus juives exercent leur domination, dans la région de Yathrib, jusqu'à l'arrivée des Banu Khazraj et des Banu Aws, vers l'an 300. Leur domination, d'après le Kitab al-aghani, est alors contestée par ces derniers, qui s'imposent progressivement après l'an 400. 
Dans Musiques sur le fleuve. Les plus belles pages du Kitâb al-Aghani, Jacques Berque a publié la traduction française d'un certain nombre de ces poèmes, choisis pour leur beauté, ainsi que la traduction des notices qui présentent les poètes et le contexte. Il donne un résumé d'une notice concernant des poètes juifs de Médine peu avant le début de l'islam ; l'un des poètes appartenant au « clan juif des Bani Quriza qui avec les Bani'l-Nadir étaient alors les alliés de Khazraj ». L'installation de ces communautés juives remonterait, selon une hypothèse plausible, à l'expulsion brutale des Juifs par les Romains (voir Première Guerre judéo-romaine et Révolte de Bar Kokhba), ou pourrait s'expliquer simplement par la conversion de tribus arabes au judaïsme, comme tente de le démontrer Shlomo Sand dans Comment le peuple juif fut inventé. L'oasis de Khaybar, à 150 km au nord de Médine, était selon Abdurrahmân Badawî peuplée de tribus juives et d'Arabes hébraïsés. Il semble, d'après cet auteur, que les juifs s'y soient installés après la destruction de Jérusalem en l'an 70, l'émigration continuant dans les siècles ultérieurs, avec les persécutions des Romains puis des chrétiens byzantins.
Dans « Les noms des Juifs ennemis », Ibn Ishaq énumère les appartenances : Banû al-Nadîr, Banû Ta'labah, Banû Qaynuqâ, Banû Qurayah, Banû Zurayq, Banû Haritâh, Banû Amrû b. Auf, Banû al-Najjar. Pour sa part, Ibn Kathir énumère les appartenances suivantes : Banou Ennadhîr, Banu Ta'laba Ibn El-Fityoûn, Banu Qaynuqa, Banu Qurayza, Banou Zerrîq, Banou Hârithah et Banou Amroû Banou Awf.
Les Banu Qaynuqa et leurs adhérents sont les « clients » (alliés) des Banu Khazraj. Les Banu Nadir et les Banu Qurayza et leurs adhérents sont les « clients » (alliés) des Banu Aws.
Montgomery Watt donne un récit similaire : dans l'oasis de Yathrib, le groupe tribal des Banu Qaylah, qui va devenir les Ansar, se compose des tribus des Aws et des Khazraj, elles-mêmes divisées en de nombreux clans et sous-clans. Selon la tradition, ils viennent d'Arabie du Sud s'installer, comme « clients » des groupes existants, sur des terres inoccupées, et accèdent à la domination politique vers le milieu du VIe siècle. Deux groupes anciens, puissants et riches, occupent les terres fertiles : les Banu Qurayzah et les Banu 'n-Nadir. De bien des façons, ils ressemblent à leurs voisins, mais, Hébreux d'origine ou Arabes judaïsés, ils adhèrent à la foi juive et maintiennent vigoureusement leurs croyances et leurs rites. À l'époque de Mahomet, restant bien distincts des Aws et des Khazraj, il y a également une troisième tribu juive, moins puissante, les Banu Qaynuqa, ainsi que, toujours selon Montgomery Watt, de petits groupes d'Arabes, peut-être les descendants des premiers habitants avant l'arrivée des exilés juifs de Jérusalem. Montgomery Watt précise : « La distinction entre les Arabes de cette strate antérieure et les Juifs est confuse. Les Arabes étaient moins puissants que les Juifs — numériquement treize bastions arabes (atam) contre cinquante-neuf bastions juifs — et entretenaient avec eux des relations de jiwar ou de hilf, c'est-à-dire qu'ils étaient leurs protégés, soit en tant que « voisins » soit comme confédérés. Ils contractaient probablement des mariages croisés, et l'on suppose que le mariage était uxorilocal. Il se peut qu'ils aient adopté la religion juive. Comme on peut s'y attendre, alors, certains clans d'Arabes sont parfois identifiés comme clans juifs ; ainsi, la liste de As-Samhudi des clans juifs inclut les B. Marthad, les B. Mu'awiyah, les B. Jadhma', les B. Naghisah, les B. Za'ura, et les B. Tha'labah, bien que le premier de ceux-ci soit en fait une partie de la tribu arabe de Balî, le deuxième une partie de Sulaym, le troisième et le quatrième des Arabes du Yémen, et les deux derniers des Arabes de Ghassan. On a coutume de dire que les tribus ou les clans juifs authentiques sont au nombre de trois, les Qurayzah, les an-Nadîr et les Qaynuqa. Cependant, ceci est une simplification. As-Samhudi donne une liste d'environ douzaine de clans en plus de ceux déjà mentionnées comme étant clairement d'extraction arabe. Le plus important était les Banu Hadl, étroitement associés aux Banu Qurayzah… » Montgomery Watt poursuit : « À peu près à l'époque de l'Hégire, tous les clans minoritaires ou les groupes juifs qui figurent dans la liste de As-Samhudi avaient perdu leur identité, ou pour le moins avaient cessé d'avoir une importance politique. Ils ne sont pas mentionnés dans les sources primaires de la carrière de Mahomet. Quand la constitution de Médine les évoque, ils sont simplement les « Juifs d'an-Najjar », les « Juifs d'Al-Harith », et ainsi de suite. Ceux qui sont le plus à même de constituer une exception sont les Banu Hadl ; ils s'étaient très étroitement liés aux Banu Qurayzah, mais on trouve trois de leurs membres qui deviennent musulmans et échappent au destin des Banu Qurayzah. Ces faits étant considérés, il est vraisemblable que le système des clans s'était en grande partie décomposé, et que les groupes qui se sont rattachés aux divers clans des Ansars n'étaient pas de petits clans ou des sous-clans, mais des groupes formés de personnes d'origines diverses. » Dans son récit sur l'attaque des Banu Qurayza, Ibn Ishaq fait une brève remarque sur la conversion de trois membres des Banu Hadl : « Ibn Ishaq dit : Puis, Tha'labah b. Sa'yah, 'Usayd b. Sa'yah, et 'Asad b. 'Ubayd, qui sont des gens de Banû Hadl, et qui ne sont ni des Banû Qurayzah ni des Banû al-Nadîr, leur généalogie était au-dessus de cela, mais ils sont leurs cousins — ils ont embrassé l'Islam, dans cette nuit où les Banû Qurayzah ont accepté de se conformer au jugement de l'Envoyé d'Allâh. »
Les Ghatafân sont originaires du nord (voir l'article sur la tribu des Banu Qays). Dans les conflits, ils servent d'auxiliaires aux tribus juives. Leur rôle est présenté par Ibn Ishaq à Yathrib (bataille du fossé) et à Khaybar.
Une petite communauté chrétienne existe à Najran, avec laquelle Mahomet passe le Pacte de Najran. Selon Maxime Rodinson, « La ville de Najrân au Yémen était célèbre par sa communauté chrétienne, riche, nombreuse, qui avait subi un siècle auparavant les persécutions du roi judaïsé Dhou Nowâs. »
Mahomet porte un intérêt particulier au judaïsme, religion du livre :
« Ibn Ishaq dit : […] Or Dieu avait préparé pour eux le chemin de l'Islam par le fait qu'ils avaient des juifs dans leur pays, ces gens ayant une Écriture (Sacrée) et de la science, tandis que les Khazraj étaient des associateurs et des idolâtres. »
Dans l’oasis de Yathrib, pour Alfred-Louis de Prémare, les Juifs étaient seuls sédentaires (agriculteurs, artisans, joaillers), les autres étant bédouins arabes, nomades. Il précise : « Selon les sources islamiques, les voyages commerciaux des Quraysh pour la période qui précède l’islam allaient dans les deux directions : au sud le Yémen et l’Éthiopie, et au nord la Syrie-Palestine, que les auteurs appellent le Shâm. […] Les ancêtres de Mahomet allaient dans l’un et l’autre sens. […] Lorsque les premiers chroniqueurs disaient qu’avant de lancer ses hommes sur les chemins de la conquête, Mahomet avait été marchand, ils tenaient cette information de source sûre : les conquérants eux-mêmes, qui n’avaient aucune raison de le cacher. » Cette bonne connaissance de l’Arabie a été un atout dans la réussite de la conquête.
Dans sa reconstruction, au travers des textes, de l'image de Mahomet, prophète de l'islam (Uri Rubin utilise le mot « Islam » qui désigne le système, et pas le mot « islam » qui désigne la religion), vue par les croyants qui les écrivaient et les lisaient, Uri Rubin écrit sur le thème de l'attestation : « Comme tous ces prophètes étaient des figures bibliques, il a fallu façonner la biographie de Mahomet selon les modèles bibliques. Ceci était censé convaincre les Gens du Livre, qui ont refusé de reconnaître en Mahomet un prophète tel que les leurs. » Selon Uri Rubin, le thème de l'attestation comprend également des récits qui enracinent le prophète musulman dans l'histoire arabe locale : « Dans ces traditions Mahomet n'est pas le héros prophète coranique dont l'origine est attestée dans le Livre, mais, en premier et avant tout, il est le héros arabe dont l'attestation s'enracine dans l'histoire arabe locale. Bien que les récits soient construits comme pour affirmer le message véritable de Mahomet, ils sont en fait destinés à promouvoir les intérêts, les revendications et le statut de certains groupes arabes luttant pour leur reconnaissance dans la société islamique médiévale. »

### Les clauses du second serment d'allégeance d'al-`Aqaba
Le livre d'Ibn Ishaq, dont les 18 sous paragraphes présentent ici le contenu, consacre un paragraphe à la rencontre d'al-`Aqaba. Après avoir recherché, en vain, du secours auprès de la tribu Thaquîf à Ta'if, Mahomet réunit ses partisans, soixante-treize hommes et deux femmes, pour la seconde fois sur la colline d'Aqaba, près de Minâ. Selon Ibn Ishaq, dans la première Aquaba, Dieu n'avait pas encore donné à l'Envoyé d'Allâh la permission de faire la guerre. Mais dans la seconde Aqaba, « Il la lui donna ». Mahomet « reçut leur allégeance de faire la guerre à tous » et il « leur promit le Paradis pour l'accomplissement de cette promesse. » Selon Ibn Ishaq, qui en fait le titre d'un paragraphe, « L'Envoyé d'Allâh reçoit l'ordre de faire la guerre »
« […] alors l'Envoyé d'Allah ordonna à ses compagnons, aussi bien à ceux qui ont émigré qu'à ceux qui se sont retirés avec lui à Makkah, d'émigrer à al-Madînah et de rejoindre leurs frères parmi les Ansars ; L'Envoyé d'Allâh leur dit : « Dieu vous a donné des frères et une demeure où vous serez en sûreté » »
Yathrib, la ville dans laquelle Mahomet décide d'émigrer et qui va devenir Médine, se trouve à 350 km au nord ouest de La Mecque (voir carte). Le second serment d'allégeance d'al-`Aqaba, à la fois serment de paix et promesse de guerres, trouve des échos dans le Coran, cités par Ibn Ishaq, XXII 39-41 et II 193 :
« — ainsi combattez-les jusqu'à ce qu'il n'y ait plus trouble, et que la religion soit rendue à Dieu
— cependant s'ils en finissaient…
— alors plus d'offensive, sinon contre les iniques. »
Ce serment peut être considéré comme l'élément fondateur de la politique de Mahomet car il définit d'emblée la façon dont l'État islamique à venir va se construire.
Le texte d'Ibn Ishaq donne la liste de tous ceux « qui avaient prêté serment d'allégeance à l'Envoyé d'Allah là-bas parmi les 'Aws et les Khazraj ». Cette liste contient des renseignement sur la carrière des personnes et sur leur groupement en clans et en tribus : trois clans sont nommés pour la tribu des Banu Aws (11 hommes), 16 clans sont nommés pour la tribu des Banu Khazraj (62 hommes), les Khazraj incluant quatre clans de al-Najjar (11 hommes). En conclusion, avec 19 clans cités, « Ibn Ishaq dit : le nombre de ceux qui étaient présents à al-'Aqaba parmi les 'Aws et les Khazraj fut donc soixante-treize hommes, outre deux femmes parmi eux qu'on prétend avoir prêté serment d'allégeance à l'Envoyé d'Allah. L'Envoyé d'Allah ne donna pas la poignée de mains aux femmes, mais se contenta de proférer les stipulations, et si elles les acceptaient, il leur dit : « Allez, j'ai conclu un pacte avec vous. » »
Abdurrahmân Badawî le précise : le calendrier musulman démarre au premier du mois de mouharram de l'an I (date fixée au 16 juillet 622), à l'arrivée de Mahomet à Médine. C'est un calendrier lunaire. Selon Montgomery Watt, cette arrivée a lieu autour du 4 septembre 622.

### Le pacte entre les Émigrés et les Ansars et la réconciliation avec les Juifs
La Sira d'Ibn Ishaq consacre ensuite un paragraphe au pacte entre les émigrés et les Ansars et à la réconciliation avec les juifs. 
« Ibn Ishaq dit : l'Envoyé d'Allâh a écrit (ou il a fait écrire ?) un pacte entre les Émigrés et les 'Ansârs et où il a également établi une réconciliation avec les juifs et une convention, les laissant pratiquer leur religion et conserver leurs biens, et établissant des conditions en leur faveur et des conditions à leur charge. En voici le texte : Au nom de Dieu, miséricordieux et plein de miséricorde, etc. […] Celui qui sort pour faire la guerre est en sûreté, à l'exception de celui qui commet une injustice ou un crime. Dieu protège celui qui fait le bien et qui craint Dieu. Mahomet est l'Envoyé d'Allâh. »
Tel est, reproduit ci-dessus, le titre exact du paragraphe d'Ibn Ishaq (la traduction française écrit partout « juif » et jamais « Juif »), dont le contenu se limite au texte souvent cité, précédé du chapeau introductif intégralement reproduit ci-dessus. À propos du mot « réconciliation », Abdurrahmân Badawî précise en note que « ce n'est pas un traité, ni un pacte, mais plutôt un modus vivendi, que Guillaume a raison de traduire par « a friendly agreement » (un accord amical). »
Ce texte n'est pas daté par Ibn Ishaq, qui date pourtant de nombreux épisodes avec précision dans son livre (voir ci-dessous). Dans le plan de l'ouvrage, qui suit la chronologie d'une façon générale, « Le pacte entre les Émigrés et les Ansars et la réconciliation avec les juifs » se place juste après l'arrivée de Mahomet à Yathrib, avant le récit de la bataille de Badr.
Sur le contenu de ce texte, voir ci-dessous le paragraphe « Les huit pactes connus sous le nom de “Constitution de Médine”, par R.B. Serjeant », dénomination qui ne figure nulle part dans le livre d'Ibn Ishaq, d'où ce texte qualifié de "constitution" est pourtant tiré.

### La fraternisation entre les Émigrés et les Ansars
La Sira de référence aborde alors la fraternisation entre les Émigrés et les Ansars. Mahomet associe fraternellement deux à deux chaque Émigré et chaque Ansar. Selon Ibn Ishaq, il prend la main d'ʿAlī ibn Abī T̩ālib et dit : « Celui-ci est mon frère ».

### La détérioration des rapports de Muhammad avec les Juifs
Dans le livre d'Ibn Ishaq, le chapitre suivant est consacré à la détérioration des rapports de Mahomet avec les juifs. La réconciliation de Mahomet avec les juifs se remarque peu dans les rapports concrets sur le terrain. Selon Ibn Ishaq, Mahomet espérait, en fait, une conversion rapide et massive des juifs à l'islam, mais ses illusions se dissipent très vite.
« Ibn Ishaq dit : Alors les rabbins juifs se remplissaient d'animosité contre l'Envoyé d'Allâh, animés qu'ils étaient par l'iniquité, l'envie et la rancune parce que Dieu a réservé aux Arabes le choix de son Prophète parmi eux. […] Les rabbins juifs se mettaient à poser des questions à l'Envoyé d'Allâh, cherchaient à l'embarrasser, et à l'induire en confusion, afin de camoufler le vrai par l'erreur. »
La première rupture significative réside dans la décision de Mahomet de changer la direction de la prière (qibla), de ne plus se tourner vers Jérusalem, mais désormais vers La Mecque.
« Ibn Ishaq dit : on dit que la Qiblah (la direction de la prière) fut dirigée (vers la Ka'bah) (La Mecque) en le mois de Sha'bân (an II de l'hégire) au début de dix-huit mois passés après l'arrivée de l'Envoyé d'Allâh à al-Madînah (Médine). »
Pour Hichem Djaït, « Ce conflit qui a pu commencer dès la première année et est devenu plus net l’année d’après n’était nullement désiré par Mahomet. Il ne s’y attendait pas. […] Une conversion des Juifs ne pouvait être que naturelle à ses yeux et témoignerait pour l’universalité du message muhammadien comme pour l’unicité de la vraie religion monothéïste : une seule et même religion depuis les origines ».

### La bataille de Badr, anII

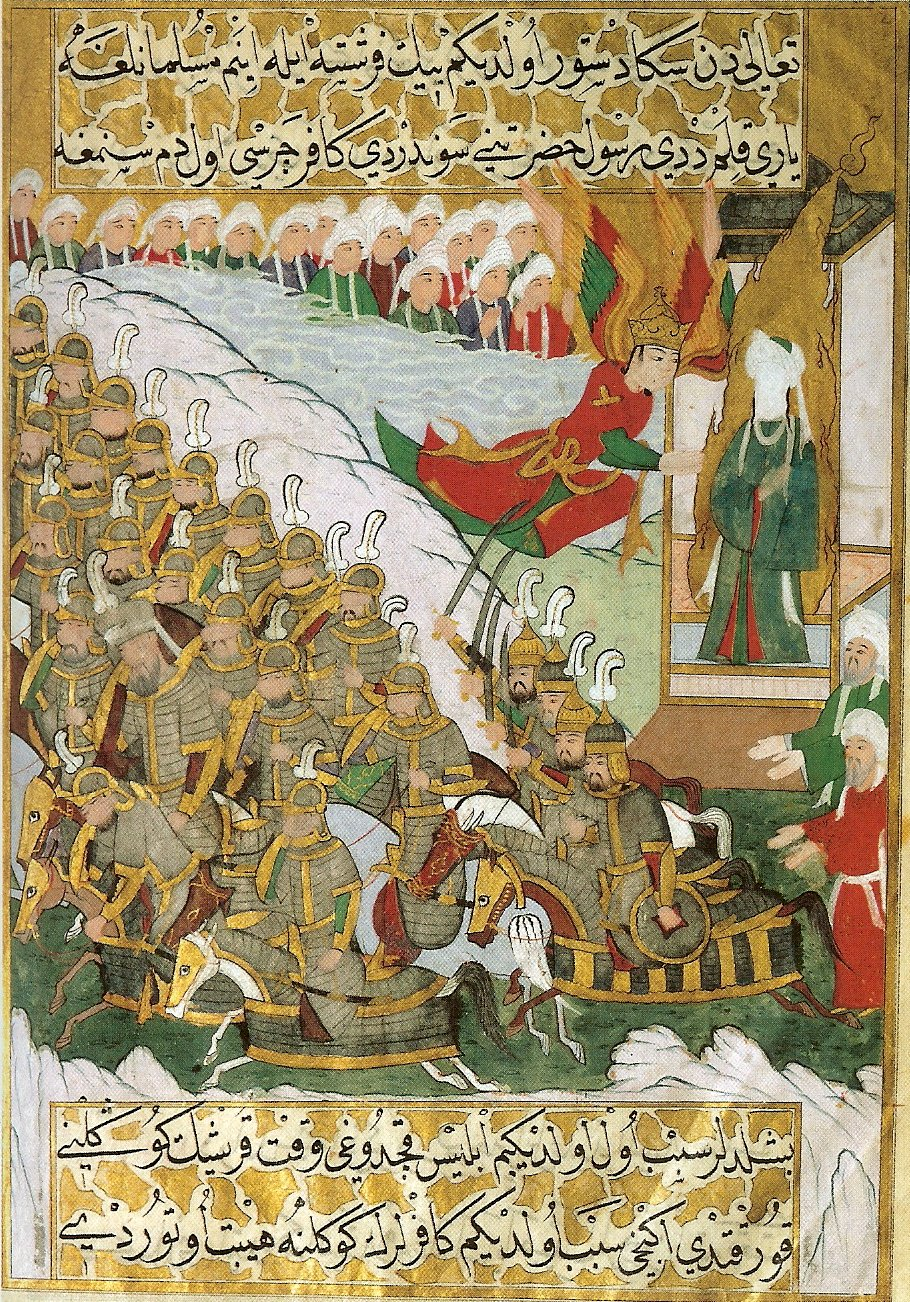
Bataille de Badr, musée impérial de Topkapi d'Istanbul.

Le livre d'Ibn Ishaq aborde alors la bataille de Badr. Montgomery Watt donne comme date mars 624.
Ce célèbre épisode du mois de ramadan (neuvième mois du calendrier musulman) an II, voir Batailles de Mahomet et Bataille de Badr, est raconté très en détail par Ibn Ishaq. C'est un épisode fondateur du pouvoir politique de MahometLes chefs musulmans se distingueront par la suite selon qu'ils ont ou non participé à la bataille de Badr. Ibn Ishaq donne la liste complète des trois cent quatorze musulmans qui ont participé à cette bataille. Cette liste est classée par clans, 74 clans étant cités, les clans étant regroupés par tribus : 15 clans sont nommés pour les Émigrés (83 hommes au combat), 12 clans sont nommés pour la tribu des Banu Aws (61 hommes au combat), 47 clans sont nommés pour la tribu des Banu Khazraj (170 hommes au combat).
Selon Hichem Djaït : « Pour constituer sa troupe, Mahomet a donc fait miroiter le pillage de la caravane de Quraysh rentrant de Syrie, qui serait une très grosse prise. Lui-même n'en avait cure, car ce qui l'intéressait, c'était de frapper Quraysh en plein cœur : couper la ligne, vitale pour elle, du commerce avec la Syrie ».

### L'affaire des Banu Qaynuqa, anIII
Ibn Ishaq est assez bref sur ce qu'il appelle « L'affaire de Banû Qaynuqâ », en fait l'expulsion de la première des trois tribus juives :
« Ibn Ishaq dit : 'Âsîm b. 'Umar b. Qatâdah m'a rapporté que Banû Qaynuqâ furent les premiers parmi les juifs à rompre (le pacte) entre eux et l'Envoyé d'Allah, et ils lui ont fait la guerre entre la bataille de Badr et la bataille de Uhud. »
« Ibn Ishaq dit : 'Âsîm b. 'Umar b. Qatâdah m'a dit : l'Envoyé d'Allah mit le siège aux Banû Qaynuqâ jusqu'à ce qu'ils se soumissent inconditionnellement à lui. »
Selon l'anecdote d'Ibn Hicham (elle n'est pas d'Ibn Ishaq, elle est entre crochets et précédée explicitement de « Ibn Hicham dit : »), l'affaire démarre quand un orfèvre juif soulève les jupes d'une femme arabe. Après la soumission des Banu Qaynuqa, il semble que l'intention première de Mahomet ait été d'exécuter les hommes. Mais 'Abd Allâh b. 'Ubayy b. Salûl, chef des Banu Khazraj, dont les Banu Qaynuqa sont les clients (les alliés), intervient vigoureusement auprès de Mahomet, faisant valoir qu'il ne veut pas que soient anéantis « en une seule matinée quatre cents hommes sans cuirasses, et trois cents hommes cuirassés ». Allant jusqu'à menacer Mahomet, il obtient finalement satisfaction : « Alors, l'Envoyé d'Allâh lui répondit : « Ils sont à toi ! » ». Ibn Ishaq ne précise pas ce que deviennent ces vaincus, mais il est en général admis qu'ils vont à Khaybar (150 km au nord de Médine), où existe déjà une importante population juive.

### Le meurtre de Ka'b b. al-Ashraf, anIII
La Sira de référence en vient alors à l'épisode du meurtre de Ka'b b. al-Ashraf. Montgomery Watt donne comme date début septembre 624.
Ibn Ishaq raconte le meurtre de Ka'b ibn al-Ashraf, le poète juif, de façon précise :
« Ibn Ishaq dit : Voici le récit du cas de Ka'b b. al-'Ashraf […] [Il] était un homme de la tribu de Tayy, du clan de Banu Nabhân, et sa mère était de Banû al-Nadîr […] Ka'b se mit à exciter les gens de Makkah [La Mecque] contre l'Envoyé d'Allah, à réciter des vers où il pleura les gens du puits, ces Qurayshites qui furent tués dans la bataille de Badr […] [Plusieurs poèmes sont intégralement cités] […] L'Envoyé d'Allah dit : « Qui me débarrasserait d'Ibn al-'Ashraf? » »
Selon le récit détaillé d'Ibn Ishaq, un petit groupe d'hommes effectue la besogne, attirant Ka'b hors de chez lui de nuit, puis le transperçant de leurs épées, Muhammad b. Maslamah l'achevant au couteau. Celui-ci précise :
« Le lendemain, les juifs eurent peur, par suite de notre meurtre de l'ennemi de Dieu, en sorte qu'il ne se trouva aucun juif à al-Madinah [Médine] qui ne fut sans éprouver de la crainte pour sa propre vie. »
R.B. Serjeant précise que le meurtre de Ka'b b. al-Ashraf a lieu en Rabi I de l'an III et il ajoute :
« Le lendemain matin du meurtre de Ka'b, Mahomet déclara : « Tuez tout homme juif dont vous vous emparez. » »
Cette précision recoupe et complète la version d'Ibn Ishaq, présentée dans le paragraphe suivant de son livre, « L'affaire de Muhayyisah et de (son frère) Huwaysah » (voir ci-dessous).
R.B. Serjeant utilise cette inquiétude des Juifs à ce moment dans l'analyse et la datation des huit pactes, voir ci-dessous « Réaffirmation du statut des Juifs de Médine, documents E, nouveau traité avec les Banu Qurayza, document G ». Maxime Rodinson mentionne, peu avant le meurtre du poète Ka'b, sur ordre de « Mohammad » (nom par lequel Maxime Rodinson désigne Mahomet) également, celui de la poétesse 'Açmâ' bint Marwân, puis celui du poète centenaire Abou 'Afak, tous deux païens, juifs ni l'une ni l'autre. Les meurtres à la demande de Mahomet ne sont ni spécifiques aux Juifs, ni spécifiques aux poètes. Les meurtres sont dans les mœurs de l'époque et des dispositions les régissent, par exemple dans les pactes « […] selon l'actuelle coutume, [ils] paieront la rançon du sang qu'ils avaient coutume de payer avant. […] Un croyant ne tuera pas un croyant à cause d'un infidèle […] Quiconque est convaincu du meurtre d'un croyant sans une raison valable, est sujet au tabou, à moins que le plus proche parent ne soit satisfait (avec le prix du sang). » Ceci ne concerne pas le meurtre d'un infidèle, ni le meurtre d'un croyant avec une raison valable, et, pour le meurtre d'un croyant sans raison valable, il est possible de proposer un dédommagement au parent le plus proche.
À propos de l'assassinat de Ka'b b. al-Ashraf, Michael Lecker, historien à l'Université hébraïque de Jérusalem, insiste sur l'importance des tribus juives, dont le rôle dans la tradition est, selon lui, trop réduit au rôle de simple « client » des tribus musulmanes.

### L'affaire de Muhayyisah et de (son frère) Huwaysah
Dans le livre, immédiatement après cette mention de l'inquiétude des Juifs, dans le paragraphe suivant intitulé « L'affaire de Muhayyisah et de (son frère) Huwaysah, Ibn Ishaq commence ainsi (voir ci-dessus l'authentification par R.B. Serjeant) :
« Ibn Ishaq dit : L'Envoyé d'Allah avait dit : « Tuez tout homme juif dont vous vous emparez. » »
Il raconte alors, sur la même ligne que la citation, le meurtre d'un commerçant juif appelé Ibn Sunaynah, par Muhayyisah b. Mas'ud. Son frère aîné, Huwaysah b. Mas'ûd, qui n'est pas encore musulman, dit : « ô ennemi de Dieu ! L'as-tu tué ? Peut-être y a-t-il de la graisse dans ton ventre qui vienne de son argent ! » Muhayyisah répond qu'il a reçu l'ordre de tuer et que si Mahomet lui ordonne de lui couper le cou, il le fera. Huwaysah embrasse alors l'islam (le texte utilise ici le mot « Islam », et non pas le mot « islam ») en disant : « Une religion qui te rend ainsi est extraordinaire ! »

### La bataille de Uhud, anIII
La Sira de référence en arrive alors à la bataille de Uhud. Montgomery Watt donne comme date mars 625.
Dans le livre d'Ibn Ishaq, après le meurtre de Ka'b, un long développement de 100 pages traite de la bataille de Uhud. Dans cette bataille, Mahomet est perdant, même si des côtés positifs ont été mis en valeur. Ibn Ishaq cite le Coran :
« — Ensuite, [Dieu] rappelle le malheur qui les a frappés : […] « Ce qui vous a atteints, à la journée où les deux troupes se sont rencontrées, [s'est produit] avec la permission d'Allâh, afin que celui-ci reconnaisse les Croyants » (III, 166) — c'est-à-dire : […] Ce fut pour distinguer les croyants des hypocrites, et de faire connaître les hypocrites. »
Selon Hichem Djaït : « Quraysh a investi beaucoup d'argent dans l'expédition vengeresse. Elle a aussi mobilisé les tribus amies et satellisées autour […] Malgré cela, Muhammad n'a réussi à mobiliser que sept cents hommes. C'est déjà beaucoup, et un succès pour lui, mais c'est insuffisant contre une armée qui en compte le double, dotée d'une cavalerie de surcroît. […] Quraysh voulait seulement venger ses morts, pas davantage. C'est ce qui explique qu'ils n'ont pas parachevé leur succès. […] Ils décidèrent de rentrer chez eux sur-le-champ, sans plus attendre ».

### La déportation des Banu Nadir, anIV

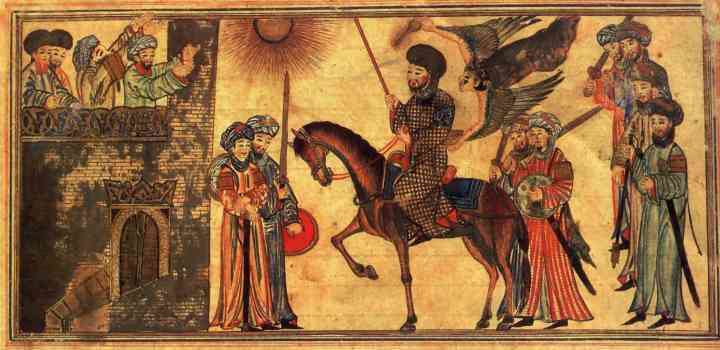
Mahomet recevant la soumission des Banu Nadir. Miniature persane (Jami al-tawarikh, XIV).

Le chapitre suivant du livre de référence est consacré à la déportation des Banu Nadir. Montgomery Watt donne comme date fin août ou début septembre 625.
C'est après la bataille d'al-Rajî qu'Ibn Ishaq en vient à la campagne contre les Banu Nadir. Il rappelle l'existence d'un pacte et d'une alliance (pas d'une disposition générale comparable à ce que serait une « Constitution ») :
« Ibn Ishaq dit : L'Envoyé d'Allah alla au Banû al-Nadîr pour leur demander de contribuer au paiement du prix du sang dont il était redevable au Banû Âmir […] Il y avait entre Banû al-Nadîr et Banû 'Âmîr un pacte et une alliance. »
Ibn Ishaq raconte la « traîtrise » des Banu Nadir qui tentent de tuer Mahomet en lui lançant un rocher, selon le récit basé sur l'évocation par Mahomet d'un message d'Allah l'avertissant d'un complot de ces derniers. Selon le récit, « Les juifs se retranchaient dans leurs fortins ; Alors l'Envoyé d'Allâh ordonna de couper leurs palmiers et de les mettre en feu. » Finalement, les Banu Nadir demandent à Mahomet qu'ils puissent se rendre et partir groupés pour Khaybar.
« L'Envoyé d'Allâh accéda à leur demande. Alors ils emportèrent de leurs biens ce que les chameaux pouvaient porter. On voyait alors quelques-uns parmi eux démolir les linteaux des portes et les mettre sur le dos de leurs chameaux et partir. Ils allèrent à Khaybar. »
« Des Banû al-Nadîr deux seulement ont embrassé l'Islam […] Ils ont embrassé l'Islam afin de conserver leurs propriétés. »

### Le pacte avorté de l'anV, lors de la bataille du fossé

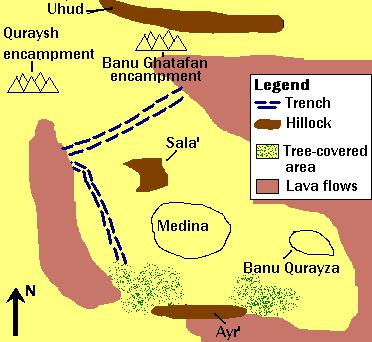
Bataille du Fossé (document examiné par Montgomery Watt et reproduit p. 152 de Muhammad at Medina).

Le livre de référence en arrive alors à l'épisode du pacte avorté, lors de la bataille du Fossé. Montgomery Watt donne le 31 mars 627 comme date du début du siège, et une quinzaine de jours pour sa durée.
Ibn Ishaq donne un récit très précis et très détaillé des préparatifs de la bataille du Fossé et de la trahison (selon ce récit) des Juifs (il s'agit des Banu Qurayza) qui oublient la convention qui les lie à Mahomet (pas la « Constitution ») :
« Alors, Ka'b b. 'Asad viola son engagement (vis-à-vis de Muhammad) et se défit de la convention qu'il avait eue avec l'envoyé d'Allah. […] Ils partirent et arrivèrent aux juifs et trouvèrent qu'ils étaient pires que ce qu'on rapporta de leur attitude : En effet, ils insultaient l'Envoyé d'Allah et disaient : « Mais qu'est-ce que c'est que cet envoyé d'Allah ? Nous n'avons aucun engagement vis-à-vis de Muhammad, ni aucune convention. » […] »
Selon Ibn Ishaq, la coalition qui assiège Médine se compose des Quraych et les Ghatafân :
« L'Envoyé d'Allâh et en face de lui les polythéistes sont restés au bord du fossé durant plus de vingt nuits, presque un mois, sans qu'aucun combat ne s'engageât entre eux, sinon l'échange de flèches et l'état de siège. »
Selon cet ouvrage de référence, Mahomet approche les généraux de Ghatafân, 'Uyaynah b. Hisn b. Hudayfah b. Badr, et al-Hârith b. 'Awf b. Abî Hârithah al-Murry. Il tente de signer avec eux un accord de paix, une 'convention, mais ses compagnons refusent et la tentative échoue :
« Des pourparlers entre l'Envoyé d'Allah et eux deux aboutirent à leur accord de paix ; et on a écrit le texte de la convention mais on n'a rien signé et on n'a pas exprimé oralement l'intention de faire la paix, tout ce qu'on fit jusqu'alors c'étaient les pourparlers. […] Sa'd b. Mu'âd prit alors le document, effaça ce qui était écrit, puis il dit : « Qu'ils nous fassent la guerre donc ! » […] »
Un combat singulier oppose 'Alî b. Abî Tâlib à 'Amrû b. 'Abd Wûdd, qu'il tue et, toujours dans ce récit, « Sa'd b. Mu'âd fut frappé par une flèche qui lui coupa la veine médiane de son bras. »
Toujours selon ce récit, « Nu'aym b. Mas'ûd partit pour voir les Banû Qurayzah » et leur dit : « Les Quraych et les Ghatafân ne sont pas comme vous, car la ville (al-Madînah) est votre ville, et là-dedans il y a vos biens, vos fils et vos femmes. Vous ne pouvez pas la quitter pour une autre ; Quraych et Ghatafân sont venus pour faire la guerre à Muhammad et à ses partisans. Vous les soutenez contre lui, tandis que leur pays, leurs biens et leurs femmes ne sont pas d'ici, ils ne sont donc pas comme vous. […] Ne combattez donc pas à côté de ces gens… […] Ils répondirent : « Tu as donné le bon conseil ». Ibn Ishaq ne fait nulle part état, dans son récit de la bataille du Fossé, d'un engagement armé des Banu Qurayza dans le siège de Médine, sauf le récit d'Al-Zubayr, le vieillard juif qui fut fait prisonnier et qui dit que les Banu Qurayza attaquèrent les musulmans. Il fait état d'un « soutien » à la coalition, qui est composée selon lui « des Quraych et des Ghatafân. » Des envoyés des Quraych et des Ghatafân se rendent auprès des Banu Qurayza pour les exhorter : « Allez donc au combat, afin que nous l'engagions avec Mahomet et d'en finir avec lui ». Selon le récit d'Ibn Ishaq, les Juifs répondirent :
« Ce jour est un samedi et nous n'y travaillons pas. Quelques-uns de (nos ancêtres) y ont travaillé ; et il leur arriva ce que vous n'ignorez pas. D'ailleurs nous ne combattrons Mahomet à vos côtés que si vous nous donnez par avance des otages de parmi vos hommes, qui seront entre nos mains comme garantie pour nous. »
Selon Hichem Djaït : « Le résultat, si risqué pourtant, en fut que Quraysh s'en retourna de Médine sans obtenir aucun résultat, matériellement exsangue tant ces guerres lui avaient coûté en hommes et en argent. De son côté, Mahomet pouvait se targuer vis-à-vis de lui-même, de ses hommes et des Arabes en général d'une résistance victorieuse. Mais aussi, pour ceux qui croyaient avec force et ferveur, du soutien divin. ».

### Le massacre des Banu Qurayza, anV
La Sira de référence consacre le chapitre suivant à l'épisode, central, du massacre des Banu Qurayza. À propos de la bataille du Fossé, vingt pages du livre d'Ibn Ishaq sont consacrées aux Banu Qurayza.
Selon Ibn Ishaq, les Banu Qurayza envisagent de combattre du côté des Quraych et des Ghatafân, agresseurs de leur ville, mais renoncent finalement. Selon le récit, l'ange Gabriel, l'assurant de son appui actif dans la bataille, donne l'ordre à Mahomet de marcher contre les Banu Qurayza :
« Il dit à l'Envoyé d'Allâh : « As-tu déposé les armes ? » L'Envoyé d'Allâh lui répondit « Oui » Gabriel dit : « Mais les anges n'ont pas encore déposé les armes. Je reviens maintenant après avoir poursuivi ces gens (Quraysh et Ghatafân). Dieu — Très haut —, t'ordonne, Ô Muhammad de marcher contre Banû Qurayzah, moi je me dirige vers eux et je secouerai leurs fortins. » »

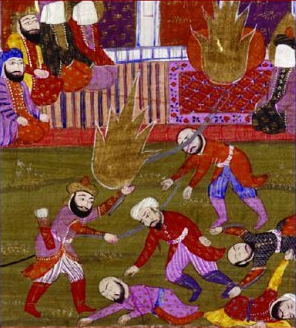
Détail d'une miniature du XIXe siècle représentant Mahomet et `Ali pendant l'exécution des Banu Qurayza.

Selon le récit des opérations militaires contre les Banu Qurayza, qui n'occupe que trois lignes, le siège dure vingt nuits et cause beaucoup de souffrance et d'effroi. Toujours selon le récit, Ka'b b. 'Asad assure les Banu Qurayza que, s'ils suivent Mahomet et croient en lui, ils seront en sûreté, personnes et biens. Ils répliquent : « Nous n'abandonnerons jamais la loi de la Torah, et nous ne l'échangerons jamais contre quelque chose d'autre. » Plus loin, Ka'b b. 'Asad leur dit en conclusion : « Aucun de vous depuis que sa mère l'a enfanté, ne fut jamais sage ! » Les Banu Qurayza demandent ensuite à Mahomet qu'il leur envoie Abû Lubâbah pour le consulter : « Ô Abû Lubâbah ! Penses-tu que nous devons accepter le jugement de Muhammad ? ». Il répondit « Oui » et fit « signe par sa main vers sa gorge, voulant dire l'égorgement ». Après le retrait des Ghatafân, les Banu Qurayza se rendent et acceptent de se soumettre au jugement de l'Envoyé d'Allah. Celui-ci charge un de ses fidèles combattants depuis Badr, Sa'd b. Mu'âd, le principal chef des Banu Aws (avec qui les Banu Qurayza ont un pacte [réf. nécessaire])) de prononcer le verdict. Dans la liste des trois cent quatorze musulmans qui ont participé à la bataille de Badr, liste qui distingue les Émigrés, les Ansars et les Khazraj, Sa'd est le premier nommé des Ansars. Sa'd, qui a été gravement blessé durant la bataille du Fossé (il mourra peu après), après réflexion, vient rendre le verdict solennellement : « Lorsque Sa'd arriva chez l'Envoyé d'Allâh et les musulmans, l'Envoyé d'Allâh dit : « Levez-vous pour accueillir votre chef. » À la demande de Sa'd, les présents, Mahomet, des Émigrés qurayshites et des Ansars, tout le monde (y compris Mahomet) s'engage à accepter le verdict.
Sa'd dit alors : « Mon jugement est qu'on tue les hommes mâles, qu'on partage les biens, et qu'on mène en captivité les femmes et les enfants ».
« Ibn Ishaq dit : Puis on les fit descendre. L'Envoyé d'Allah les a enfermés dans le quartier de Bint al-Hârith à al-Madînah ; Bint al-Hârith est une femme de Banû al-Najjar. Puis l'Envoyé d'Allâh alla au marché d'al-Madînah qui est encore aujourd'hui son marché, et a fait creuser des fossés. Il les fit venir, et les fit décapiter dans ces fossés, on les fit venir à lui par groupes. Parmi eux se trouvèrent l'ennemi de Dieu Huyayy Ibn 'Akhtab, et Ka'b b. 'Asad leur chef. Ils étaient au nombre de six cents, ou de sept cents ; celui qui multiplie leur nombre dit qu'ils étaient entre huit cents et neuf cents. Pendant qu'on les amenait à l'Envoyé d'Allâh par groupes, ils dirent à Ka'b b. Asad : « Ô Ka'b ! Qu'est-ce qu'on fera de nous ? » Il répondit : « Est-ce que vous êtes incapables de réfléchir ?! Ne voyez-vous pas que le crieur ne cesse pas de crier, et que celui d'entre nous qu'on envoie ne retourne pas ?! C'est bien sûr le massacre. »

Cela continua jusqu'à ce que l'Envoyé d'Allâh en finît avec eux. »
Le sort des femmes et des enfants est ainsi précisé :
« Ibn Ishaq dit : Puis l'Envoyé d'Allâh fit le partage des biens des Banû Qurayzah, de leurs femmes et de leurs enfants entre les musulmans. […] Puis, l'Envoyé d'Allâh envoya Sa'd b. Zayd al-'Ansârî, frère des Banû 'Abd al-'Ashhal, à Najd avec des femmes captives, de Banû Qurayzah, pour les vendre et acheter en échange des chevaux et des armes. »
Les femmes et les enfants furent vendus pour beaucoup aux Juifs de Banu Nadir à Khaïbar.
Selon Ibn Ishaq, le Coran se fait l'écho de ce massacre en XXXIII 26-27 :
« — Il fit descendre de leurs fortins des Gens du Livre partisans de la coalition et jeta l'effroi dans leur cœur. Une multitude vous en tuiez, et l'autre vous faisiez prisonnière. Il vous a rendu héritiers de leurs terres et de leurs maisons et de leurs biens, et encore d'une terre que vous n'aviez pas foulée — Dieu a pouvoir de toute chose. »
En note, Abdurrahmân Badawî précise que la multitude tuée désigne le massacre des hommes et la captivité celle des femmes et des enfants. Pour Ibn Ishaq, la coalition de la bataille du Fossé se compose des Quraych et des Ghatafân, les Banu Qurayza étant accusés de soutenir la coalition, mais pas d'avoir pris les armes (voir ci-dessus paragraphe précédent). Le jugement est rendu au nom des musulmans : voir ci-dessus « chez l'Envoyé d'Allâh et les musulmans » et « Levez-vous pour accueillir votre chef. » 
Les principales sources du droit musulman sont le Coran et la Sunna qui comprend principalement les Hadîth et la biographie du prophète de l'islam (Sira (biographie) de Ibn Ishaq). Mais ni les Hadîth ni la Sira de Ibn Ishaq n'évoquent Deutéronome ou la loi de Moïse. Ibn Khaldoun, dans sa Muqaddima, à propos de la charge de Cadi et du Khalifat, définit ainsi les sources du droit : « Cette charge dépend aussi du khalifat, puisque ses fonctions consistent à décider entre les individus qui sont en contestation, et à faire cesser leurs débats et réclamations, mais seulement par l’application des articles de la loi qui sont fournis par le Coran et la Sonna. » La Sunna, selon les Hadîth, est une source législative de l'islam associée aux règles législatives du Coran, c'est la Sunna que Mahomet suit lui-même.
Selon Hichem Djaït, l'affaire des Banu Qurayza est compliquée car elle pose plusieurs problèmes pour l'historien. Le Coran qui est source de première importance n'est pas prolixe à ce sujet, seuls deux versets y font allusion. À la différence des Banu Qaynuqa et Banu Nadir qui furent seulement expulsés, les Banu Qurayza furent coupables d'avoir aidé, soutenu, pris le parti des assiégeants ; c'est ce que dit le terme zaharuhum dans le verset 26 sourate XXXIII cité dans le Coran. Dans le même verset, le Coran parle de asr, (faire prisonnier) et non sabiy (capture de femmes et enfants) ; ceci questionne sur la possibilité de se trouver parmi les prisonniers des hommes adultes. Pour l'historien, peu d'éléments racontés par les siras sont plausibles, et l'examen du nombre de tués parmi les Banu Quarayza ne tient pas la critique comme presque tous les chiffres avancés par la Sira d'Ibn Ishaq. Cela concernait une centaine de personnes selon lui (estimation du nombre total des combattants pour 500  à   600 habitants) et non 600  à   900 tués. Par ailleurs, dans ce roman macabre, seuls les noms des chefs sont cités. Quant aux exécutants, non seulement la Sira se contredit mais en plus certaines traditions rapportent que seuls Ali et Zubayr exécutèrent les condamnés, ce qui est invraisemblable.
R.B. Serjeant écrit on ne peut plus clairement, dans l'analyse du document G (voir ci-après « Les huit pactes connus sous le nom de “Constitution de Médine”, par R.B. Serjeant »), que la tribu des Banu Qurayza est, à l'époque de la bataille du fossé, la seule tribu juive qui subsiste à Yathrib. Il précise que les Banu Qurayza sont les hulafa et les mawdli du naqib Sa'd b. Mu'adh. Maxime Rodinson, dans l'article Mahomet de l'Encyclopædia Universalis (édition papier, août 2002), est tout aussi catégorique sur l'inexistence à Médine d'autres tribus juives : « Mahomet profita de ce succès pour éliminer de Médine, en la faisant massacrer, la dernière tribu qui y restait, les Qurayza. » Selon Montgomery Watt, après l'élimination des Banu Qurayza, il ne restait plus aucun groupe important de juifs à Médine, mais il y restait cependant quelques juifs, peut-être même un bon nombre. Maxime Rodinson remarque que « les coutumes arabes admettaient et favorisaient l'adoption dans les clans de gens de toutes espèces et de toute origine qui devenaient ainsi des Arabes à part entière. » Les populations des clans juifs non rattachés aux trois grandes tribus, voir Montgomery Watt dans l’Introduction sur les tribus musulmanes et les tribus juives, sont étroitement mêlées aux populations arabes et, dans l'ignorance du détail des mariages croisés et des conversions dans un sens ou dans l'autre, il n'est pas possible de les connaître précisément. Ni Ibn Ishaq, ni Tabarî, ni aucun historien moderne cité dans l'article ne mentionne une manifestation quelconque de leur existence à Médine après l'an V, encore moins un événement où l'on aurait constaté leur force politique.
En opposition avec les historiens précités, Barakat Ahmad nomme « clans » les Banu Nadir et les Banu Qurayza, et soutient qu'il restait des « tribus » à Médine après leur « expulsion » : « Après que les deux clans juifs, les B. Al-Nadir et les B. Qurayzah, ont été expulsés de Médine, les tribus juives suivantes restaient encore là : 1 les Juifs des Banû Awf, 2 Les Juifs des Banû al-Najjâr, 3 Les Juifs des Banû Sa'idah, 4 Les Juifs des Banû Jusham, 5 Les Juifs des al-Aws, 6 Les Juifs des Banû Tha'labah, 7 Les Banû al-Schutaybah, 8 Les Juifs des Banû Zurayq, 9 Les Juifs des Banû Hârithah, 10 Les Banû Qaynuqa » En soutenant que les Banu Qurayza n'ont pas été tués mais « expulsés », il est radicalement en désaccord avec Ibn Ishaq et Tabarî, ainsi qu'avec tous les historiens cités dans l'article. Il est radicalement en désaccord avec Tabarî, selon lequel les Banu Qaynuqa sont partis en Syrie après l'attaque de l'an III, et avec les historiens modernes, selon lesquels c'est à Khaybar qu'ils sont partis. Il se contente de reprendre la liste d'Ibn Ishaq (voir « Le pacte entre les Émigrés et les Ansars et la réconciliation avec les juifs ») sans identifier les « tribus » juives dont il parle (il ne les nomme pas), se contentant d'ajouter les Banu Qaynuqa. Il ne cite aucun événement, y compris concernant les Banu Qaynuqa, à l'occasion duquel ces « tribus » auraient manifesté leur existence après l'an V. Il ne s'agit plus de doute raisonnable sur les détails, tels que l'expriment Ibn Khaldoun et les historiens modernes tels que Maxime Rodinson (voir ci-dessus « La méthode traditionnelle ») mais d'apologétique plus que d'histoire.
Mahomet a désormais le champ libre pour exercer son pouvoir politique — lequel s'exerce, à cette date, sur Médine et ses environs, Khaybar étant, à 150 km au nord, hors du champ de ce pouvoir. Les historiens placent à cette date le début d'un pouvoir d'État constitué digne de ce nom, même s'il ne s'agit que d'un « État-butin » (voir ci-après Maxime Rodinson dans « Les historiens modernes face à un texte composite », voir « La construction de l'État islamique selon Hichem Djaït » ainsi que « L'élimination des tribus juives de Médine selon les historiens modernes »).

### Le traité de paix d'Houdaibiya avec les Quraych, an VI
Le livre de référence aborde alors le récit du traité de paix d'Houdaibiya. Selon Montgomery Watt, c'est en mars 628 que le traité est conclu.
En l'an VI, souhaitant se rendre au pèlerinage à La Mecque (récit de « l'affaire d'al-Hudaybiyyah » chez Ibn Ishaq), Mahomet négocie avec les Quraych et signe un traité de paix avec eux. Ibn Ishaq est très précis et s'étend longuement sur les circonstances du pacte et sur son contenu, ne faisant aucune allusion aux pactes précédents :
« Puis l'envoyé d'Allah appela 'Ali b. Abî Tâlib et lui dit : « Écris : Au nom de toi, notre Dieu. » 'Ali écrivit ainsi. « Voici ce dont sont convenus Muhammad l'Envoyé d'Allah et Suhayl b. 'Amru : Ils se sont convenus d'épargner la guerre aux hommes pendant dix ans, durant lesquels les gens sont en sécurité, et cessent de s'attaquer les uns les autres. » […] « Celui qui veut conclure un contrat ou un accord avec Muhammad a le droit de le faire ; et celui qui veut conclure un contrat ou un accord avec les Quraysh a le droit de le faire. » […] Ibn Ishaq dit : « L'envoyé d'Allah avait son camp dans la partie non sacrée, mais il priait dans la partie sacrée. » […] »
Selon Ibn Ishaq, c'est en l'an VII seulement, bien après la signature du Traité d'Houdaibiya, que « Mahomet peut enfin participer au pèlerinage de La Mecque.
À propos des pactes, il convient de noter qu'Ibn Ishaq mentionne d'autres pactes par la suite. En l'an IX, à l'occasion de sa conversion, une délégation de la tribu Thaqîf vient de Tabûk à Médine solliciter un écrit auprès de Mahomet. La même année, Mahomet décrète qu'aucun polythéiste ne pourra désormais faire le pèlerinage de La Mecque et qu'aucun n'aura une alliance ou un engagement, excepté celui qui avait antérieurement un engagement avec lui, et seulement jusqu'à l'expiration de son terme.

### Les tribus dans la campagne de Khaybar, anVII
Après cet épisode, la Sira nous livre le récit de la campagne de Kaybar. Montgomery Watt donne comme date mai-juin 628.
Le long texte d'Ibn Ishaq sur la prise de Khaybar est riche en anecdotes diverses, mais il est muet sur la raison qui conduit Mahomet à attaquer le dernier site juif du Hedjaz (voir carte).
Un paragraphe est consacré à la mise en valeur du rôle d'ʿAlī ibn Abī T̩ālib (dont Mahomet a fait son porte-étendard). Ibn Ishaq s'étend également sur la façon dont Mahomet s'empare de Saffyah bint Huyayy b. 'Akhtâb, de la tribu des Banu Nadir, femme de Kinânah b. al-Rabî' b. Abî al-Huqayq, captive qu'il va épouser. Il raconte également la façon dont Mahomet fait torturer Kinânah, un juif, pour s'emparer du trésor des juifs :
« L'Envoyé d'Allâh ordonna de creuser la ruine. On en extraya une partie du trésor des juifs. Il demanda à Kinânah où se trouvait le reste. Mais Kinânah refusa de l'indiquer. L'Envoyé d'Allâh ordonna à al-Zubayr b. al-Awwâm de le torturer jusqu'à ce qu'on extraie ce qu'il y a chez lui. Al-Zubayr se mit à faire brûler, par un briquet, sa poitrine, jusqu'à ce que Kinânah fut sur le point de mourir. Puis l'Envoyé d'Allâh l'a livré à Muhammad b. Maslamah celui-ci coupa son cou, en vengeance de son frère Mahmûd b. Maslamah. »
Après avoir coupé la défense en isolant les Ghatafân, Mahomet prend rapidement la plupart des fortins, dont il s'empare de toutes les richesses, puis livre un siège d'une dizaine de nuits aux deux derniers fortins. Les habitants, selon le récit, demandent à l'Envoyé d'Allâh que le sang soit épargné et font valoir qu'ils sont mieux à même d'exploiter la propriété. Mahomet leur accorde cette faveur sur la base de la moitié des biens immobiliers, avec une réserve :
« Alors l'Envoyé d'Allâh donna son accord avec eux sur la base de la moitié, mais à condition que si les musulmans voulaient les chasser, ils les chasseraient. »
La communauté juive qui existe à Fadak, au nord de Khaybar (voir carte) se rend alors, selon Ibn Ishaq, d'elle-même et sans combat : « Ibn Ishaq dit : Lorsque l'Envoyé d'Allah termina sa conquête de Khaybar, Dieu a rempli d'effroi les cœurs des habitants de Fadak […] Ainsi, Fadak devint une propriété particulière de l'Envoyé d'Allah seul et sans partage, car on ne fit courir pour s'en emparer ni des chevaux ni des chameaux. »

### La prise de La Mecque, an VIII
Le livre de référence en vient alors à l'épisode, fondamental, de la prise de La Mecque. Montgomery Watt situe en janvier 630 la prise de La Mecque.
Mahomet, selon Ibn Ishaq, marche sur La Mecque « accompagné de dix mille musulmans». Voir l'article Batailles de Mahomet. Le récit de la prise de La Mecque occupe plus de quarante pages, essentiellement constituées d'anecdotes, les opérations militaires étant brièvement décrites.
« Abû Sufyân disait : « Je n'ai jamais vu une telle nuit où il y a tant de feu et tant de soldats! » »
« Ibn Ishaq dit : Quelques savants (ou un savant) ont prétendu que quand Sa'd [Il s'agit de Sa'd b. Ubâdah] fut ordonné d'entrer. Il dit : « Aujourd'hui c'est le jour de la grande bataille ; aujourd'hui l'illicite est devenu licite. » »
« Ibn Ishaq dit : La conquête de Makkah eut lieu dix nuits avant la fin de Ramadân, an VIII. »
Selon Ibn Ishaq, Mahomet tourne sept fois autour de la Ka'ba sur sa chamelle, entre dans le monument, brise une colombe en bois qui s'y trouve, puis, debout à la porte, il prononce un discours.

### Les dernières batailles du vivant de Muhammad
La Sira de référence aborde enfin les dernières batailles du vivant de « Mahomet ». Mahomet est victorieux des Hawâzin à la bataille de Hunayn, an VIII (31 janvier 630, selon Montgomery Watt). Selon Ibn Ishaq : « Le total de l'armée fut donc douze mille hommes. ».
Lors de sa dernière expédition, malade, Mahomet quittera Tabuk pour rentrer à Médine sans avoir participé à la bataille de Tabuk, an X.

### L'évacuation des Juifs de Khaybar durant le califat de Omar ibn al-Khattâb
Le livre se termine avec le récit de l'évacuation des Juifs de Khaybar. Selon l'ouvrage de référence de Ibn Ishaq, les derniers adeptes du judaïsme sont évacués du Hedjaz sous le califat de Omar ibn al-Khattâb (période 634-644) :
« Ibn Ishaq dit : J'ai demandé à Ibn Shihâb al-Zuhrî : lorsque l'Envoyé d'Allâh donna aux juifs de Khaybar leurs palmiers à condition de lui donner la moitié de la récolte chaque année, s'il a décidé cela jusqu'à sa mort, ou s'il a décidé selon la nécessité du moment sans que ce soit perpétuel? Alors, Ibn Shihâb m'a répondu : « […] Khaybar était un butin que Dieu avait donné à l'Envoyé d'Allâh. […] Quelques-uns de ses habitants ont accepté d'évacuer Khaybar après le combat. L'Envoyé d'Allâh a appelé (le reste des) juifs et leur dit : « Si vous voulez, je vous donne ces biens pour les cultiver ; leurs fruits seront partagés entre nous et vous ; et je vous accorde ce que Dieu vous a accordé. » Ils acceptèrent cette proposition. […] Lorsque l'Envoyé d'Allâh mourut, Abû Bakr continua à traiter les juifs selon le même système qu'avait décidé l'Envoyé d'Allah — jusqu'à sa mort. Puis 'Umar Ibn al-Kattâb continua à faire de même durant une partie de son califat. Puis 'Umar fut informé que l'Envoyé d'Allâh avait dit […] : « Il ne faut pas que deux religions coexistent dans l'île arabique. » 'Umar examina cette affaire, et on la lui confirma. Alors, il envoya dire aux juifs que : « Dieu a permis de vous évacuer. […]» »
« Ibn Ishaq dit : Nâfi, mawlâ 'Abd Allâh b. 'Umar, m'a rapporté, sur l'autorité de 'Abd Allâh b. 'Umar, que celui-ci avait dit : « […] Ô hommes ! L'Envoyé d'Allâh avait traité les juifs de manière à ce que nous puissions les évacuer quand nous le voulons. […] Celui qui a un bien à Khaybar, qu'il aille le rejoindre, car je vais en évacuer les juifs. » 'Umar évacua aussitôt les juifs de Khaybar. »
Abdurrahmân Badawî est formel : « Tous les historiens musulmans sont unanimes pour affirmer que les juifs sont définitivement chassés du Hedjaz durant le califat de Omar (ans 13-23 Hégire). »

## Les tribus musulmanes et les tribus juives de Yathrib selon Tabarî
Ce chapitre est consacré, dans son entier, à la présentation du contenu de l'ouvrage de Tabarî. On peut ainsi voir les points communs ou les différences avec le récit d'Ibn Ishaq, qui a été détaillé dans les 17 sous paragraphes du paragraphe précédent.
- Dans « Changement de la Qibla », Tabarî écrit[141] :

« Lorsque le Prophète reçut sa mission prophétique à La Mecque, il se tournait, en priant, vers la Ka'ba. Comme les idolâtres de La Mecque, en adorant les idoles, se tournaient aussi vers la Ka'ba, quand le Prophète vint à Médine, où dominait le culte des chrétiens et des juifs, qui se tournaient vers Jérusalem, Dieu lui ordonna de se tourner également, en priant, vers Jérusalem, afin de ne pas les contrarier et pour qu'ils lui fussent favorables. Le Prophète fit ainsi. Cependant il désirait que le point vers lequel il devrait se tourner en priant fût la Ka'ba, qui avait été aussi la Qibla d'Abraham et d'Israël. Il priait journellement Dieu d'exaucer ce désir ; enfin, au milieu du mois de scha'bân de la seconde année de l'Hégire, le mardi, Dieu révéla le verset suivant : « Nous avons vu que tu te tournais ton visage vers le ciel. Mais nous voulons que tu te tournes vers une Qibla qui te plaira. Tourne-toi vers le saint temple. » (II 139). La raison de cette révélation fut que les juifs et les chrétiens disaient au Prophète : Ô Mohammed, si ta religion est différente de la nôtre, comment se fait-il que tu te tournes en priant vers le même point que nous? Le Prophète, ayant invoqué Dieu, reçut le verset que nous venons de dire. »
- Dans « Expédition de Kodr », Tabarî note[142] la détérioration des relations entre les Juifs et Mahomet :

« Les alentours de Médine étaient habités par des juifs, répartis par groupes dans des forteresses, telles que celle de Khaïbar, celle de Fadak, celle de Qoraïzha et celle des Nadhîr. À son arrivée à Médine, le Prophète les avait appelés à l'islamisme ; mais ils n'avaient pas cru. Alors il avait conclu avec eux un traité par lequel il s'était engagé à ne point les combattre. Ensuite, lorsque le Prophète eut commencé ses campagnes et qu'il fut revenu victorieux de Bedr, les juifs furent inquiets et dirent : Il en a fini avec les Qoraïschites, il se tournera maintenant contre nous. Ils nourrissaient des sentiments hostiles contre lui, et sympathisaient avec les Qoraïschites, de même que les Arabes bédouins, qui vinrent attaquer le Prophète pour venger les Qoraïschites.» Plus loin ci-après, Tabarî parle à plusieurs reprises du traité que telle ou telle tribu a signé, mais il n'est pas question de « Constitution » ni de quoi que ce soit d'approchant.
Comme on le voit ci-dessus, chez Tabarî, Khaybar est un village des environs de Médine, pas une ville lieu de refuge distante de 150 km. Selon lui également, « Nadjran est une ville située entre Mossoul et le Yémen, dont les habitants étaient chrétiens, tandis que tous ceux qui demeuraient autour d'elle étaient idolâtres. »
- Dans « Histoire du grand combat de Badr », Tabarî fournit[145] un compte rendu très précis et très détaillé :

Côté Musulmans, les « troupes étaient composées de soixante et dix-huit Mohâdjir et de deux cent trente-six Ansçâr », quelques-uns ayant des chevaux, d'autres plus nombreux ayant des chameaux, la plupart étant à pied. Côté Quraychites, selon le récit, « ils étaient au nombre de neuf cent cinquante ; cent d'entre eux avaient des chevaux, les autres montaient des chameaux. » Voir l'article Bataille de Badr sur les combats des puits.
- Dans « Expédition contre les Banu Qaynuqa », Tabarî précise[146] :

« Le Prophète était irrité par leurs propos et désirait les attaquer ; mais il était lié par son traité. » […] « Le Prophète, irrité par ces paroles, leur renvoya leur traité, en leur faisant dire de préparer la guerre. » […] « Ces juifs étaient autour de sept cents hommes, en dehors des infirmes, des vieillards et des enfants. Ils n'avaient pas de champs ni de vergers de dattiers, mais ils avaient un assez nombreux bétail et des armes. Ils étaient artisans ; tous les ouvrages de forgerie, toute l'industrie de Médine, de cordonnerie et de joaillerie, étaient entre leurs mains. » Il dit aussi que leurs fortins se trouvent autour de Médine, et qu'ils se rendent après quinze jours de siège. La raison de l'attaque, selon Tabarî, était que les Banu Qaynuqa raillaient la défaite des Quraychites à Badr, prétendant que, si les Quraychites avaient demandé leur aide, ils auraient, quant à eux, vaincu Mahomet. Selon lui, « Le Prophète ordonna de tuer tous les hommes, de réduire en esclavage les femmes, et de piller leurs biens », mais Abdallah fils d'Obayy fils de Seloul, chef des Banu Khazraj avec lesquels les Banu Qaynuqa « avaient conclu un traité d'alliance », obtiennent de Mahomet leur grâce. Selon Tabarî, les Banu Qaynuqa partent alors en Syrie.
- Dans « Meurtre de Ka'b fils d'Aschraf », Tabarî dit[148] :

« Ka'b était un juif, l'un des principaux des Beni-Nadhîr. Il s'était arrogé le commandement de la forteresse des Beni-Nadhîr, et il possédait lui-même, en face de cette forteresse, un château fort renfermant des plantations de dattiers. Il récoltait chaque année une grande quantité de blé et de dattes, qu'il vendait à crédit, et il avait ainsi acquis une fortune considérable. Il avait de l'éloquence et il était poète […] Puis, chaque fois que Ka'b venait dans la ville, il disait : Pleurez, pour que l'on pense que Mohammed est mort, et que sa religion cesse d'exister. […] À une demi-parasange [du château de Ka'b] se trouvait une plantation de dattiers ; la forteresse des Benî-Nadhîr était en face, et tout autour demeuraient des juifs.» Le récit du meurtre est similaire à celui d'Ibn Ishaq.
- Tabarî prête à Mahomet le pouvoir de faire des miracles :

« [Ils] partirent pour Médine en emmenant celui qui s'était cassé la jambe. Le Prophète fut très heureux ; il toucha l'homme blessé qui fut guéri à l'instant même et se leva. » Et, quelques pages plus loin : « En ce moment, une flèche vint frapper Qatâda, fils de No'mân, et entra dans son œil qui tomba. Qatâda, le prit dans sa main et le montra au Prophète, qui le remit à sa place et souffla sur lui. L'œil fut guéri et mieux fixé qu'auparavant. » Également : « Hodaïbiya est un lieu non loin de Minâ. Il n'y avait pas d'eau, et un puits qui s'y trouvait était à sec. Le Prophète, averti de cette circonstance, prit une flèche dans son carquois et la tendit à ses compagnons en disant : Plantez-la dans le fond du puits ; l'eau jaillira. Un chamelier prit la flèche et la ficha dans le fond du puits ; l'eau jaillit au même instant et tous en puisèrent. Ce puits et cette eau existent encore aujourd'hui. »
- Tabarî présente[152] la bataille de Uhud comme une défaite, qu'il met en relation avec un verset du Coran :

« Ce qui vous est arrivé le jour de la rencontre des deux armées a eu lieu par la volonté de Dieu, afin qu'il reconnût les fidèles et les hypocrites. » (III 166).
- Dans « Expédition contre les Banu Nadir », Tabarî écrit[153] :

« Les Benî-Nadhîr étaient des juifs qui avaient une grande forteresse aux portes de Médine, à un parasange de la ville, et séparée de celle-ci par des plantations de dattiers; Ils avaient conclu un traité avec le Prophète, de même que les juifs de la tribu de Qoraïza et de Fadak, et tous les autres juifs qui demeuraient aux environs de Médine. » Les juifs de Médine ont tous, selon ce texte, conclu un traité avec le Prophète, il ne s'agit aucunement de « Constitution » ni de quoi que ce soit d'approchant. À la suite du meurtre de deux Arabes, il est demandé le prix du sang prévu dans le traité : « Le Prophète répondit : C'est bien, vous avez raison ; vous êtes en droit de réclamer pour eux le prix du sang, vu l'engagement que j'avais pris envers eux et le sauf-conduit que je leur avais accordé. […] Je payerai le prix du sang pour les deux Arabes […] Ensuite il ordonna de réunir cette somme, en la répartissant sur la ville de Médine, et d'y faire contribuer également les juifs, tels que les Banî-Nadhir, les Qoraïzha et ceux de Fadak, qui y étaient obligés par le traité.
Ayant accepté de payer, les Banu Nadir complotent, d'après le récit basé sur l'évocation par Mahomet d'un avertissement venant d'Allah, contre la vie de Mahomet tentant de jeter sur lui une énorme pierre. Mahomet, les accusant d'avoir rompu le traité, leur demande de partir : « Le Prophète chargea Mohammad, fils de Maslama, de porter aux Benî-Nadhîr le message suivant : Vous m'avez trahi et vous avez rompu le traité qui vous liait envers moi ; je suis donc dégagé envers vous. » 'Abdallah fils d'Obayy leur passe ce message : « Je suis prêt à vous soutenir avec deux mille hommes. » Selon le récit, les Banu Nadir se rendent après onze jours de siège, sans combat. « Quelques-uns de leurs chefs » se rendent à Khaybar, les autres vont en Syrie. »
- Dans « Guerre du Fossé », Tabarî se fait l'écho[155] d'une alliance conclue, selon lui, entre les Banu Qurayza et les Quraychites :

« En conséquence, les principaux juifs partirent pour La Mecque [où ils] eurent une entrevue avec les principaux Qoraïschites ». Ils leur dirent : « Maintenant, nous autres juifs, nous nous sommes tous concertés pour lui faire la guerre. Voulez-vous vous joindre pour que nous l'attaquions ensemble? Les Qoraïschites consentirent et s'allièrent aux juifs et aux tribus arabes. » Après creusement du fossé, « l'armée des infidèles parut aux portes de la ville, les habitants […] n'avaient jamais vu parmi les Arabes une armée pareille en nombre, ni aussi bien pourvue d'armes ». « Les infidèles restèrent vingt-six jours, sans qu'il y eût d'engagement ; seulement les deux armées lancèrent de loin des traits l'une de l'autre, et trois hommes de l'armée des incrédules furent tués. » Les Banu Qurayza refusent de se joindre aux Quraych et aux Banu Ghatafan : « Nous avons demain le sabbat, où il nous est impossible d'aller combattre. » Devant l'insistance des assaillants, il réclament pour les protéger, de Mahomet, des enfants Quraychites en otages, ce que Quraych refuse. Finalement, les infidèles repartent « en abandonnant de leurs bagages tout ce qui était embarrassant.»
- Dans « Expédition contre les Banu Qurayza », Tabarî raconte[156] :

« Gabriel vint dire au Prophète : Dieu t'ordonne de ne point déposer les armes avant d'en avoir fini avec les Beni-Qoraïzha. […] [Le Prophète] les assiégea pendant vingt-cinq jours [et], réduits à l'extrémité, [ils] demandèrent à capituler. » Les Banu Qurayza sortirent de leur fort en demandant grâce à Mahomet, qui leur répondit : « Je m'en remets de votre sort à la décision du chef des Banu Aws, Sa'd fils de Mu'adh».

Le nom de Sa'd fils de Mu'adh apparaît déjà dans « Expédition de Bowât » (an II) : selon Tabarî, Muhammad part avec deux cents hommes, en laissant son lieutenant à Médine Sa'd fils de Mu'adh. Dans « L'histoire du grand combat de Bedr », Tabarî écrit : « Ces troupes étaient composées de soixante et dix-huit Mohâdjir et de deux cent trente-six Ançâr. Parmi les Mohâdjir, il y avait Abou-Bekr, 'Omar fils d'Al-Kattâb, 'Ali fils d'Abou-Tâlib, et 'Othmân fils d'Affân. […] Le chef des Ançâr était Sa'd fils de Mu'adh, qui était chef de tous les Aws » Un peu plus loin, Tabarî ajoute : « Le Prophète, très heureux de ces paroles, appela Sa'd près de lui, l'embrassa sur les yeux et le visage et lui dit : Ô Sa'd, que Dieu te récompense pour ta foi, ta bravoure et ta fidélité! » Le choix de Mahomet de prendre Sa'd fils de Mu'adh comme juge traduit le respect du système traditionnel des alliances : les Banu Qurayza sont les clients des Banu Aws et Ibn Ishaq précise, dans la liste des combattants de Badr, que Sa’d ibn Mu'adh, chef des Ansars, appartient à la tribu des Banu Aws.

Tabarî poursuit son récit : « Sa'd avait été blessé à la main par une flèche, et son sang ne cessait de couler. Les juifs allèrent le chercher, le firent monter sur un cheval et l'amenèrent. Étant en présence du Prophète, Sa'd dit : Il faut les égorger tous, partager leurs biens et réduire en esclavage leurs femmes et leurs enfants. Le Prophète, satisfait de cette sentence, dit à Sa'd : Tu as prononcé selon la volonté de Dieu. En entendant ces paroles, ceux d'entre les juifs qui pouvaient s'enfuir gagnèrent le désert ; les autres restèrent ; ils étaient huit cents hommes. Le Prophète leur fit lier les mains et fit saisir leurs biens. On rentra à Médine à la fin du mois de dou'l-qa'da. Les juifs restèrent dans les liens pendant trois jours, jusqu'à ce que tous leurs biens fussent transportés à Médine. Ensuite, le Prophète fit creuser une fosse sur la place du marché, s'assit au bord, fit appeler 'Ali fils d'Abou-Tâlib, et Zobaïr fils d'Al-'Awwâm, et leur ordonna de prendre leurs sabres et d'égorger successivement tous les juifs, et de les jeter dans la fosse. Il fit grâce aux femmes et aux enfants ; mais il fit tuer également les jeunes garçons qui portaient les signes de la puberté. »

## Les huit pactes connus sous le nom de «Constitution de Médine», par R.B. Serjeant

### Les pactes, une pratique habituelle
Dans l'article The Sunnah Jami'ah, pacts with the Yathrib Jews, and the Tahrim of Yathrib: Analysis and translation of the documents comprised in the so-called « Constitution of Medina » (1978), l'historien R.B. Serjeant se livre à une analyse minutieuse et détaillée. Cet article a été sélectionné et réédité (1998) par Uri Rubin. Les pactes entre tribus sont une pratique préislamique usuelle, attestée par exemple dans le Kitab al-aghani. R.B. Serjeant le rappelle et, ayant longuement vécu avec les tribus nomades du Hadramaout, il a observé que cette pratique subsiste encore de nos jours. Bien que la culture bédouine, culture nomade, soit très pauvre en archives, ces pactes se font traditionnellement sous forme écrite et portent, en début de texte, les signatures ou les sceaux des contractants. Le document intitulé « Le pacte entre les Émigrés et les Ansars et la réconciliation avec les Juifs » (voir paragraphe ci-dessus) qui nous est parvenu dans le livre d'Ibn Ishaq, plus connu sous le nom de Constitution de Médine, ou Medina Charter, wikisource, constitue la trace de tels pactes passés entre les tribus de Yathrib.
Le mot « constitution », ni quoi que ce soit d'approchant, ne figure nulle part dans les sources traditionnelles sur la Shahîfa, pas plus que le mot « État », ni quoi que ce soit d'approchant. Par contre, dans Ibn Ishaq, voir ci-dessus partie 2, il est fait référence à un pacte des Banu Qaynuqa (voir an III, « L'Affaire des Banu Qaynuqa »), à un pacte et une alliance des Banu Nadir (voir an IV, « La déportation des Banu Nadir »), à une convention des Banu Qurayza passée avec Mahomet. Exactement de la même façon, dans Tabarî, voir ci-dessus partie 3, il est fait référence à un traité conclu par Mahomet avec les Juifs de Médine (dans « Expédition de Kodr »), à un traité d'alliance des Banu Qaynuqa (dans « Expédition contre les Banu Qaynuqa ») et à un traité des Juifs de Médine conclu avec le Prophète (dans « Expédition contre les Banu Nadir »).

### Le corpus des huit documents rassemblés sous le nom de «Constitution de Médine»
R.B. Serjeant part du texte d'Ibn Ishaq, qu'il complète par celui d'Abu 'Ubayd ainsi que par quelques sources secondaires (Isma'il b. Muhammad Ibn Kathir). Ce texte, qu'il juge essentiellement fiable et correct (« substantially reliable and correct ») comme base, comporte par huit fois une formule consacrée. La première fois, par exemple, est constituée par la première phrase du § 20. Au total, les huit phrases concernées sont §§ 20-1, 23, 33-2, 36-4, 37-3, 42, 47-2 et 47-5. En coupant chaque fois sur cette formule consacrée, Serjeant sépare huit documents comportant chacun leur formule consacrée finale. Chaque document (pour l'historien) est un pacte (pour les signataires). Les huit documents séparés de l'historien sont les huit pactes que Mahomet a passés. Sur ce corpus des huit documents, repérés par les lettres A à H, l'historien R.B. Serjeant effectue son travail d'analyse : il date chaque document et le replace dans son contexte historique propre.
Dans les huit documents (A, B, … H, voir ci-dessous), les clauses E4, F1, F4 et G6 font allusion aux personnes de cette feuille, les clauses B3a, F5 et G8 font allusion à ce qui se trouve sur cette feuille/ce qui est contenu dans cette feuille, ce qui, selon R.B. Serjeant, ne peut que désigner les signataires du texte écrit et ce qui est écrit :

G6. Les Juifs des Aws, leurs clients et eux-mêmes, sont sur la même (base) que les personnes de cette feuille, avec une observation sincère/complète (c.-à-d. de ses conditions) de la part des personnes de cette feuille.

G8. Allah est (sécurité) pour le plus vrai (des serments) et le plus honoré dans l'observance de ce qui est sur cette feuille. (formule finale de G)
Aucune référence n'étant faite aux signatures ou aux sceaux qui auraient dû figurer en début du texte, R.B. Serjeant suppose que Ibn Ishaq n'a eu accès ni aux documents écrits originaux, ni à une copie conforme de ces documents écrits. Aucun document original n'a été retrouvé et le corpus des huit documents de R.B. Serjeant est établi à partir des sources tardives et indirectes énumérées ci-dessus (Ibn Ishaq, Abu 'Ubayd, Isma'il b. Muhammad Ibn Kathir) le texte de Ibn Ishaq étant jugé essentiellement fiable et correct, comme expliqué ci-dessus.
Pour R.B. Serjeant, l'analyse montre qu'il ne s'agit en aucune manière d'une constitution (« an analysis of the « Constitution » which of course is not really a constitution at all »). Pour lui, de plus, les pactes sont passés entre des tribus : donner à l'ensemble le nom d'une ville n'a aucune justification, c'est un terme mal approprié (« misnomer »). Selon lui, cette soi-disant « Constitution » (« so-called « Constitution of Medina » » selon le titre même de l'article, et « so-called « Constitution » » à nouveau dans le texte), est un assemblage de documents séparés (« separate documents ») qui sont en fait des pactes différents. Le reconnaître a des conséquences méthodologiques et historiques importantes s'il s'agit de rendre compte un jour de la carrière de Mahomet dans une étude moderne incontestable (« … has important methodological and historical implications if anything approaching a definitive modern account of Muhammad's career is to be written. »).

### Les historiens modernes face à un texte composite
Dans Muhammad at Medina, Montgomery Watt examine de façon détaillée les connaissances qu'ont les historiens des tribus et des clans de Médine et de leur histoire, puis il se livre à une critique de fond, en historien, du texte habituellement connu sous le nom de « Constitution de Médine ». Il rappelle la controverse de datation (Wellhausen, Hubert Grimme, Caetani), certains détails du texte le situant au tout début de l'hégire, d'autres détails le situant après la bataille de Badr (la clause G5, notamment, par l'usage du mot fî'd-dîn, laisse entendre qu'une bataille importante a déjà eu lieu). Il souligne que cette discussion a été biaisée par le fait qu'elle suppose que le document forme un tout, alors que ce point aurait dû faire l'objet d'un examen critique avant toute autre chose. La phrase suivante fournit la réponse, nette, que donne Mongomery Watt :
« Il existe des raisons de penser que des articles, qui prennent naissance à différentes dates, ont été réunis. »
Montgomery Watt poursuit avec une liste de répétitions comportant de légères différences, qui concernent l'appel à Mahomet en tant qu'arbitre, la mention des Quraych comme adversaires, ainsi qu'une série de dispositions concernant les Juifs (respectivement §§ 23 et 42, §§ 20 et 43, §§ 16/24 et 37/38). Enfin, Montgomery Watt en arrive à l'argument décisif de sa démonstration :
« Il faut remarquer que les articles qui sont semblables n'interviennent pas au sein d'un même groupe, comme on l'attendrait si les articles concernaient différents aspects du même point. Au contraire, on en trouve un ensemble disséminé entre les §§ 16 et 30, et un autre ensemble entre les §§ 37 et 46. »
En conclusion, pour Mongomery Watt, on doit examiner et avoir présent à l'esprit cette possibilité : le document, tel que nous le connaissons, peut contenir des articles provenant de deux ou de plus de deux dates différentes.
Pour Maxime Rodinson: « Un pacte fut conclu dont, par une chance assez extraordinaire, nous possédons le texte conservé par la tradition musulmane. […] Mais W. Montgomery Watt a démontré que le texte qui nous a été transmis est composite, qu'il contient des articles contemporains du début de l'installation à Médine, et d'autres plus tardifs. D'après le pacte, qui est appelé dans le texte même la Feuille ou peut-être l'Écrit (çahîfa), les croyants et les soumis de Qoraysh et de Yathrib et ceux qui les suivent forment une communauté unique (Oumma) distincte des autres hommes ». Maxime Rodinson poursuit : « La communauté est formée non d'individus, mais d'un certain nombre de groupes : les Qurayshites émigrés en forment un, chacun des clans médinois un autre auquel se rattachent les clans juifs qui lui sont alliés. Les trois grandes tribus juives devaient aussi former chacune un groupe, mais la mention de leur nom devait disparaître du texte du Pacte quand elles furent éliminées de la scène. » […] « On voit la structure de la société médinoise. Il n'est pas encore question d'un État dans lequel une autorité suprême peut imposer un certain ordre au moyen d'une force publique détachée de la société. Chaque groupe ethnique a son chef qui, lui-même, ne peut agir que par son prestige et tant que celui-ci est reconnu par ceux qui le suivent. L'ordre n'est assuré que par la crainte de la vengeance ». Il conclut : « Mais, dans cette structure typiquement arabe est venu s'insérer un élément nouveau d'une nature toute différente. C'est Mahomet, personnage sans pouvoir propre, qui n'a comme particularité que de capter la voix d'Allah ». Il ajoute : « Mohammad, inspiré par Allah, a donc obtenu l'adoption de mesures pour la paix interne dans l'intérêt de tous. Mais seuls les serments solennels prononcés et la force de l'opinion publique garantissent que ces règles seront observées. Il n'y a pas plus de police que de trésor. » Dans ce commentaire sur la çahîfa qui institue l'Oumma, p. 183-188, Maxime Rodinson ne dit pas un seul mot de la proclamation de Médine enclave sacrée (haram). C'est après l'expulsion des Banu Qaynuqa, p. 204-205, puis le meurtre de Ka'b, p. 208-209, que Maxime Rodinson revient, sur ce texte composite : « Les Juifs commençaient à avoir vraiment peur. Il est possible qu'à cette époque, comme le disent les analystes, ils conclurent un pacte avec Mahomet », élargissant ou révisant les dispositions de la charte primitive. » [Voir ci-dessous le document E de R.B. Serjeant]. Maxime Rodinson raconte l'expulsion des Banu Nadir, et le massacre des Banu Qurayza, récit que l'historien commente en ces termes : « Les Qorayza étaient un danger permanent à Médine. Les laisser partir, c'était renforcer le centre d'intrigues anti-musulmanes à Khaybar. Seuls les morts ne reviennent pas. » C'est sur l'élimination des derniers Juifs de Médine, en mai 627, que se termine le chapitre V du livre. Le chapitre VI s'intitule, p. 249, « Naissance d'un État » : « Cinq ans après l'hégire, [le prophète] s'était transformé en un État, un État médinois respecté de ses voisins, un État dont le chef suprême et absolu était Allah lui-même, parlant par la bouche de son Envoyé, Mohammad ibn 'Abdallah . » Maxime Rodinson examine, « les préceptes légaux édictés à Médine » qui régissent désormais la communauté musulmane, pas un mot n'étant dit dans ces pages sur la présence ou non de Juifs à l'intérieur de cette communauté musulmane. De l'Umma dans sa forme première de la Shahîfa incluant les Juifs de Médine, l'État médinois est passé à l'Umma communauté musulmane : « Désormais, la communauté musulmane, l'omma, agirait, elle, comme une tribu pour protéger ses membres des agressions extérieures ». Voir ci-dessous, par comparaison, les stipulations de la proclamation de Médine enceinte sacrée, documents F et H de R.B. Serjeant, dont Maxime Rodinson ne parle pas dans son livre. Maxime Rodinson écrit : « Le message n'est plus seulement une doctrine pure, une conception du monde […, il] s'adresse à une communauté particulière — une communauté d'Arabes pour le moment du moins — qu'il guide, qui s'organise et agit en fonction de ce message. C'est bien une idéologie. Cette idéologie forme un système. […] Le slogan dont l'idéologie musulmane de cette époque eût pu se prévaloir était : une religion arabe pour les Arabes. »
Selon Mohamed El Aziz Ben Achour, Mahomet, résolu à quitter La Mecque, « se tourna vers l'oasis de Yathrib ». Cette agglomération était dominée « par deux tribus arabes, les Aws et les Khazraj, et abritait en son sein trois tribus juives s'adonnant à l'agriculture et au commerce : les Banu Qaynuqa, les Banu Nadir et les Banu Qurayza. Autour de Médine gravitaient d'autres tribus juives dont certaines étaient judaïsées. » L'historien poursuit : « Des négociations entre le Prophète et les chefs des tribus Ansar et juives de Médine furent donc engagées et aboutirent à une convention ou Shahîfa qui devait assurer la coexistence entre les diverses tribus de la communauté de l'Oasis. Les anciens traités conclus entre les tribus restaient en vigueur, et les Juifs étaient assurés de pratiquer leur culte en toute liberté. En contrepartie, ils s'engageaient à contribuer à la concorde, à respecter les Musulmans et à participer à la défense de Médine. Surtout, la Shahîfa (que l'on a qualifiée abusivement de « constitution » de Médine ou de « constitution » de l'an I) consacrait l'autorité de Mahomet, qui était désormais considéré comme le hakam (arbitre des conflits) et le chef de guerre. [L'historien recommande ici en note, comme référence sur la Shahîfa, de se reporter à l'article de R.B. Serjeant.] Elle ne suffit cependant pas à éviter les tensions et les conflits. »
C'est dans le serment de la deuxième 'aquaba que Hichem Djaït voitDjaït 2008, p. 44-45 l'acte de naissance de l'État islamique, plus qu'en la constitution de Médine, qui marque l'apparition de l'Umma. Pour Hichem Djaït, par la voie de son affirmation guerrière, la bataille du Fossé « constitue un tournant décisif dans la marche vers la constitution d'un État. On a même pu dire que c'est à ce moment précis que le pouvoir prophétique a pris son visage d'État, toujours par la voie de l'affirmation guerrière. » Pour cet auteur, en 622, la « communauté de solidarité de l'Umma, l'éclosion et l'instauration d'une législation, l'apparition d'un rituel unificateur », ne sont que « des éléments constructifs d'un État. »
Concentrant lui aussi son attention sur le serment d'allégeance à Mahomet, l'historien André Miquel écrit : « Débouté à Ta'if, il se tourne vers Médine (Yathrib), où vivent côte à côte une puissante communauté juive et deux tribus arabes d'origine yéménite. L'accord conclu, Mahomet et ses partisans quittent La Mecque : c'est l'exil (hijra), l'Hégire, qui sera prise, environ dix-sept ans après, comme le début de l'ère islamique. Tournant décisif, en effet : de simple prédicateur, Mahomet devient le chef d'une association nouvelle où vont se distendre les vieux liens de la tribu. Par le contrat d'allégeance, émigrés mecquois et alliés de Médine, s'ils ne rompent pas tous les liens avec leurs groupes d'origine, leur en superposent au moins un autre, celui d'une croyance commune représentée par un chef unique et incontesté. »
Selon les historiens Dominique et Janine Sourdel, « Le principal effort de Mahomet, dès qu'il s'était installé à Médine, avait de fait porté sur l'organisation de la Communauté qu'il entendait régir et sur laquelle il comptait désormais pour assurer le triomphe de son idéal. Un pacte, dont les clauses nous ont été transmises par la Tradition, lui servit d'abord à établir une structure composite où se trouvaient juxtaposés et alliés, dans une action commune contre les Mecquois et quelle que fût leur appartenance religieuse (nouveaux convertis, Juifs ou païens), les habitants disséminés dans les hameaux de la palmeraie médinoise. À cette tentative encore imparfaite fut ensuite substitué le véritable État musulman, soumis à une Loi commune, que l'on vit sortir peu à peu du texte même de la Révélation. »
L'historien Marc Bergé écrit : « Mahomet conclut un pacte avec les différents groupes religieux et ethniques de Yathrib. » Sous le titre « Une “communauté” sur le pied de guerre prie vers Jérusalem », il donne la traduction des clauses principales qui régissent l'Umma. Il précise qu'il s'agit d'une « fédération de clans : huit clans arabes en plus de celui des migrants de La Mecque et une vingtaine de clans juifs, chacun allié à un clan arabe, selon le système en usage en Arabie. »
Pour Claude Cahen, « on a imprudemment pris l'habitude d'appeler « Constitution de Médine » » ce qui est « une série d'accords ».
Du point de vue juridique, pour le juriste Yadh Ben Achour, la « Sahîfa » est « le pacte-charte qui établit cette sorte de confédération tribale unifiée à Médine sous l’autorité du Prophète ». Du point de vue de la traduction de l'arabe en français, pour Abdurrahmân Badawî, traducteur de la Sira d'Ibn Ishaq, « ce n'est pas un traité, ni un pacte, mais plutôt un modus vivendi, qu'Alfred Guillaume a raison de traduire par « a friendly agreement » (un accord amical). »

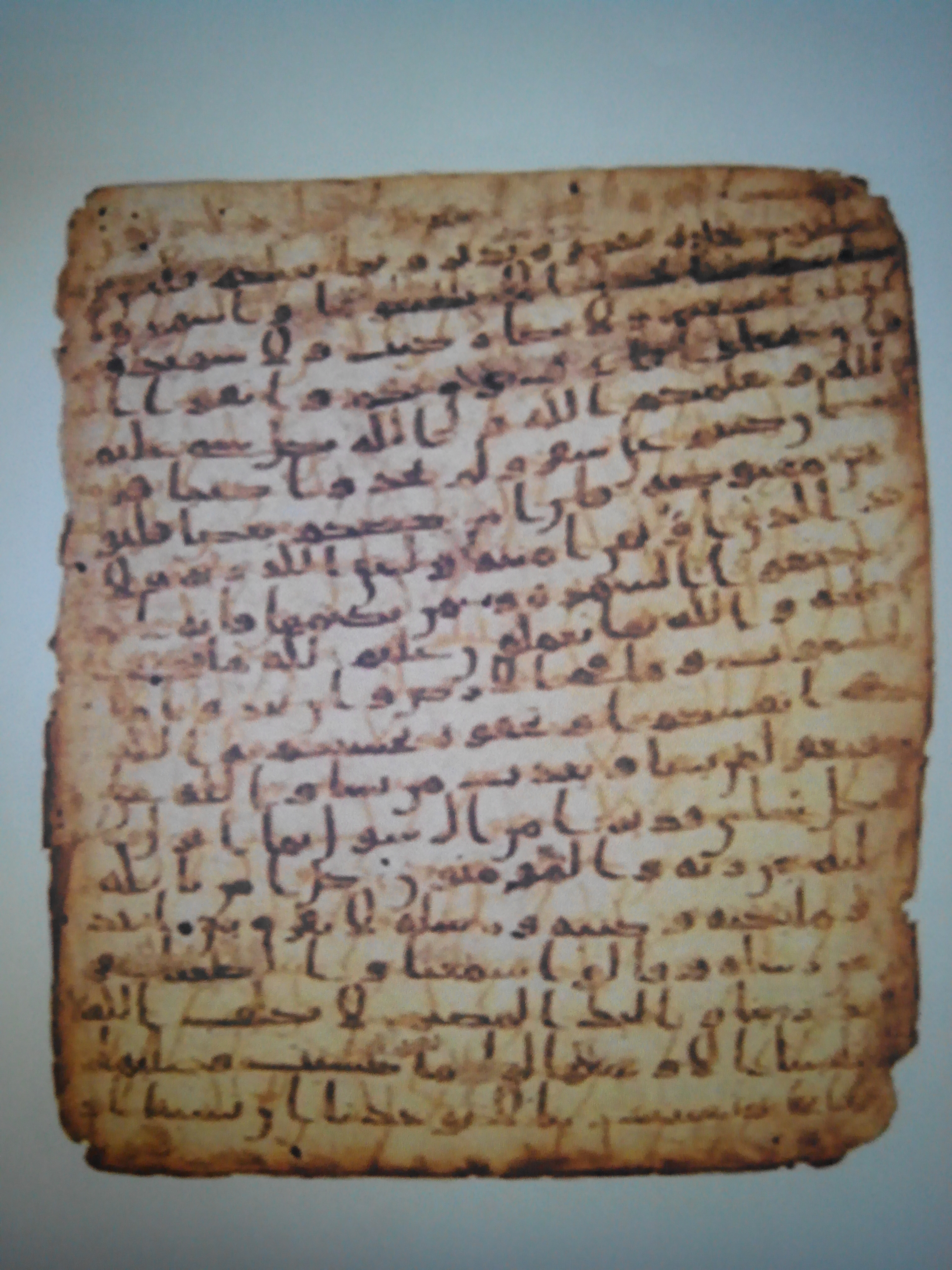
Chartre de Médine

À la différence des historiens et autres spécialistes précités, pour lesquels le pouvoir de Mahomet exerce sur une communauté de tribus et non pas sur un État constitué, Muhammad Hamidullah, qui est un théologien, diplômé en droit islamique international, docteur en philosophie en 1933, docteur ès lettres en 1935, mais qui n'est pas historien, défend depuis les années 1940,, l'idée que ces articles constitueraient la première constitution écrite d'un État, dans le monde entier. Il remarque que, par huit fois, l'acte est nommé Sâhifah (feuille, document, code écrit), ce qui en montre le statut de « commandement véritable » et l'importance accordée à cette loi constitutionnelle par ceux qu'elle devait régir. Pour lui, la « clause première traite de l'inauguration d'une communauté musulmane », Mahomet étant « l'arbitre suprême ». La constitution reprend (cf. l'utilisation de l'expression ma'âqilaham al-ûlâ, qui signifie « comme par le passé ») l'ancienne coutume qui « établissait une assurance sociale pour le rachat des prisonniers de guerre ». Après avoir passé en revue les 52 articles, Muhammad Hamidullah conclut : « Voilà en bref l'analyse de la constitution de Médine que Mahomet donna à la vallée de Médine pour en faire une cité-état d'abord, et éventuellement la métropole de l'empire musulman ensuite. C'est une constitution écrite ; elle parle de tous les organes essentiels du gouvernement d'alors, ainsi que des besoins particuliers à la communauté politique naissante : la défense, la législation, l'administration et la Justice, entre autres. Il est raisonnable de croire que l'on a apporté de temps à autre, quelques modifications, même du vivant du Prophète, et cela à cause des circonstances de la vie politique. Le seul fait qui inquiète Muhammad Hamidullah, c'est que « nous ne trouvons pas le début de la convention juive, elle commence brusquement » : par conséquent, selon lui, « il s'agirait peut-être de deux documents; rédigés à deux différentes époques, que l'histoire nous a conservés comme un seul, en les insérant l'un après l'autre. » Dès 1935, dans sa thèse de doctorat es lettres, Hamidullah estime que si « la convention entre Musulmans mekkois (réfugiés) fut […] conclue à l'époque que disent les historiens musulmans », c'est-à-dire en l'an I, par contre « la convention entre Musulmans et Juifs ne fut conclue que plus tard, après la guerre de Badr », en l'an II. L'auteur poursuit : « Ces deux conventions nous sont parvenues amalgamées dans un acte unique. Il faut reconnaître, toutefois, que les deux parties semblent avoir été faites par un seul et même rédacteur, ainsi qu'en témoigne le caractère d'unité des formes et formules. »
Des deux parties que distingue Muhammad Hamidullah, la première correspond aux parties A et B ci-dessous, la seconde à toutes les autres parties C à H, qui, selon Muhammad Hamidullah dateraient toutes de l'an II. Notons que, dans l'analyse ci-dessous, la close A8 associe explicitement les Juifs, qui sont donc inclus dès signature du pacte A. Pour Serjeant, les pactes A, B, C et D datent de la même année, alors que le pacte E est postérieur, G plus encore, et plus encore les pactes F et H qui proclament « Médine enclos sacré ».
Seul historien à soutenir Hamidullah, dans son Mahomet paru en 1957, Maurice Gaudefroy-Demombynes parle de « constitution de l'an I », selon la terminologie de l'époque, il recommande la traduction de Hamidullah et note que le traducteur propose d'y voir deux textes différents. Il souligne l'embarras, pour l'orthodoxie, « d'attribuer au Prophète une organisation qui assemblait en un même groupe les Musulmans et les Juifs » » et, au contraire de Hamidullah, il précise plus loin que la proclamation de Médine enclos sacré, en principe une disposition de cette « constitution de l'an I », date en fait de l'an VII (expédition de Kaybar-Faydak).
Selon R.B. Serjeant, Muhammad Hamidullah a reproduit son texte sans en donner les éléments [huit documents, regroupés après analyse selon trois contextes historiques nettement différenciés], et en passant sous silence tout le travail critique [qui les établit] :
« Muh. Hamidullah, Majmi'at al-wathd'iq al-siydsiyyah, third ed., Beirut, 1389/1969, has noted my first article but simply reprinted the text uncritically without divisions, though he has given a long list of texts in which pièces of the eight documents are quoted. »
Ci-dessous la traduction de brefs extraits des documents et des remarques de R.B. Serjeant. Après avoir séparé les huit documents du corpus en les coupant sur leur formule finale consacrée, R.B. Serjeant effectue le travail d'historien sur ce corpus en replaçant chacun des huit documents dans son contexte historique propre et en le datant, puis il donne le texte en arabe, il donne alors à chaque document un titre qui l'identifie et, sous ce titre, il donne la traduction de ce texte en anglais. Les titres concernent le traité de l'Umma, pour les documents A, B, C et D, puis la réaffirmation du statut des tribus juives ainsi qu'un traîté spécifiquement signé avec les seuls Banu Qurayza, pour les documents E et G, enfin la proclamation de Médine enclave sacrée (haram), pour les documents F et H. La réaffirmation du statut des tribus juives reprend les dispositions que l'on trouvait déjà dans le traité de l'Umma : il s'agirait d'une incompréhensible répétition (voir les textes que donne R.B. Serjeant) si E et G faisaient partie d'un tout incluant A, B, C et D, où le statut des tribus juives est déjà très clairement exposé. Enfin, la datation de la proclamation de l'enceinte sacrée à laquelle aboutit l'article de R.B. Serjeant montre que, au moment de cette proclamation, en 629, il n'y avait plus aucune tribu juive à Médine.
Le point clé de l'établissement du corpus de travail est l'idée de R.B. Serjeant qu'il suffit de couper le texte à chaque formule consacrée pour rétablir le texte des pactes initiaux (les textes qui existaient avant le collage en un seul document). Le point clé du travail d'historien de R.B. Serjeant sur ce corpus est d'avoir démontré que le pacte avec les Banu Qurayza, partie G, a été déplacé entre F et H, en plein milieu du texte proclamant l'enclave sacrée, ce qui fausse radicalement le sens. Le tout est dûment validé par publication dans une revue professionnelle à comité de lecture.

### Traité de la confédération,Umma, constitué des documents A, B, C et D

#### Le document A est le traité de la confédération (Umma)
Au nom d'Allah, le Compatissant, le Miséricordieux

A1. Ceci est un écrit de Muhammad le Prophète, qu'Allah le bénisse et l'honore, entre les Mu'minun et les Muslimun des Quraysh et de Yathrib, et ceux qui les suivent, et se joignent à eux, et luttent à leur côté.

A2a. Ils forment une communauté (Umma) unique distincte des autres hommes.

A2b. Les Migrants des Quraych ont la responsabilité de gérer leurs affaires, paient leur prix du sang solidairement entre eux, et ils paieront la rançon d'un prisonnier à eux selon les usages et par un partage équitable entre les Mu'minun.

A2c. Les Banu Awf ont la responsabilité… idem. A2d. Les Banu Sa'idah… idem. A2e. Les Banu '1-Harith idem. A2f. Les Banu Jusham idem. A2 g Les Banu 'l-Najjar idem. A2h. Les Banu 'Amr b. 'Awf idem. A2i. Les Banu 'l-Nabit idem. A2j. Les Banu 'l-Aws idem.

A3a Les Mu'minun ne laisseront pas un mufraj [rallié converti] parmi eux sans lui donner de quoi payer ce qui est établi par la coutume pour la rançon ou le prix du sang.

A3b. Un Mu'min ne passera pas une alliance avec le client/allié d'un Mu'min en s'interposant entre lui/ce dernier [et son allié].

…

A5. Un Mu'min ne massacrera pas un Mu'min dans une revanche pour un kafir [quelqu'un qui a rompu les liens avec] et n'apportera pas son soutien à un kafir contre un Mu'min.

…

A7. Les Mu'minun, certains sont des alliés/clients d'autres à l'exclusion des personnes (c.-à-d. des autres personnes).

A8. Des Juifs (Yahid) tous ceux qui nous suivent recevront l'appui/ce qui est usuel, et l'égalité, ne subissant pas l'injustice et aucun appui mutuel n'étant prêté contre eux.

…

A12. Les Mu'minun qui s'abstiennent de tout acte déshonorant et de toute offense suivent le chemin le meilleur et le plus vrai. [formule finale]
Huit noms sont énumérés, qui désignent, par leurs clans, les tribus arabes de Médine, lesquelles se résument, pour l'essentiel, aux deux tribus arabes principales de Yathrib que sont les Banu Khazraj (majoritaires) et les Banu Aws (moins nombreux). La tribu des Banu Khazraj, par exemple, comprend plusieurs clans de Banu Awf, de Banu 'l-Najjar etc. À l'inverse, certains clans de Banu Awf appartiennent à la tribu des Aws, alors que d'autres clans de Banu Awf appartiennent à la tribu des Khazraj. Chez Ibn Ishaq, la liste des participants engagés par le second serment d'allégeance d'al-`Aqaba cite 19 clans, celle des participants à la bataille de Badr cite 74 clans.

#### Le document B est un complément au document A de l'Umma
B1. Aucun Polythéiste n'accordera protection à un Quraysh ou à une propriété lui appartenant ; il ne s'interposera pas non plus entre lui et/contre un Mu'min.

B2a. Quiconque tue un Mu'min sans aucune transgression de la part de ce dernier, preuve contre le meurtrier étant faite, sera terrassé/boycotté en représailles, à moins que le prochain parent de l'homme assassiné ne consente à recevoir le prix du sang.

…

B4. En toute chose où vous êtes en désaccord, remettez vous-en à Allah, Grand et Glorieux, et à Muhammad, Allah le bénisse et l'honore. [formule finale]

#### Commentaires sur les documents A et B, qui sontal-Sunnat al-Jdmi'ahde la Sira III, 101-104
Selon R.B. Serjeant, par rapport au terme Muslimun, croyants soumis, Musulmans, le terme Mu’minun souligne la sécurité physique. Les « Muslimun des Quraysh » sont ceux de la tribu de La Mecque qui sont venus avec Muhammad, les « Quraysh » désignant ceux qui sont restés à La Mecque. Les Muslimun de Yathrib sont ceux qui se sont convertis. Le « prix du sang » fait référence à la « vendetta », « œil pour œil, dent pour dent », dont on peut interrompre la revanche du parent suivant en payant un dédommagement. Sur Umma, voir Oumma. En A1 et en B4, Mahomet se pose en juge-arbitre, en hakam des « croyants soumis et sécurisés » qui contractent le pacte, et de « ceux qui combattent à leur côté ». Aucune structure particulière n'est définie ici pour l'Umma : il s'agit de l'organisation habituelle d'une tribu avec son hakam, le lien habituel de parenté s'effaçant toutefois au profit du lien religieux et de la solidarité religieuse. A12 est une formule consacrée, ainsi que B4, typique. Les Juifs n'apparaissent que très brièvement en A8, avec une très vague allusion en A7.

R.B. Serjeant identifie l'ensemble des documents A et B à al-Sunnat al-Jdmi'ah de la Sira III, 101-104. Il y a un accord assez général, parmi les historiens, d'après le contexte, pour considérer l'ensemble A et B comme authentique et le dater de 622 (tout début de l'hégire). On trouve des allusions à ce texte dans le Coran et dans la Sira.

#### Le document C définit le statut des tribus juives dans l'Umma
C1. Les Juifs paieront le nafaqah [leur contribution] avec les Mu'minun aussi longtemps que les uns et les autres continueront la guerre.

C2a. Les juifs des Banu Awf sont une confédération (Umma) avec les Mu'minun, les juifs ayant leur religion/loi (din) et les Muslimun/Mu'minun ayant leur religion/loi, leurs clients (mawali) et leurs personnes, à l'exception de quiconque qui agit à tort (zalama) et commet un crime/agit déloyalement/rompt un accord, car il ne ruine que lui-même et les gens de sa maison.

C2b Les juifs des Banu 'l-Najjar idem. C2c. Les juifs des Banu 'l-Harit idem. C2d. Les juifs des Banu Sa'ida idem. C2e. Les juifs des Banu Jusham idem. C2f Les juifs des Banu 'l-Aws idem. 2 g Les juifs des Banu Tha'laba… idem. C2h Excepté quiconque qui agit à tort (zalama) et commet un crime/agit déloyalement/rompt un accord, car il ne ruine que lui-même et les gens de sa maison.

…

C5. Observer les engagements empêche la trahison/évite la rupture des traités. [formule finale]
Il est reconnu et entériné que les Juifs ont leur religion, comme les musulmans ont la leur (liberté de culte). Les Juifs sont, également, soumis au même impôt (nafaqah) que les musulmans. Selon Montgomery Watt, il faut traduire nafaqah par « contribution ».
On remarquera que les tribus juives de Médine ne sont pas explicitement mentionnées comme contractants, les contractants étant les croyants (Mu’minun) et les Musulmans (Muslimun) des Quraysh et de Yathrib. Les tribus juives sont désignées au travers des clans des tribus arabes qui les représentent, voir liste des clans arabes du document A (« les Juifs des Banu Awf, les Juifs des Banu 'l-Najjar, les Juifs des Banu 'l-Harith, etc. ») et font partie de la communauté (Umma). La liste comprend 7 noms dans C, auxquels se rajoutent d'autres noms dans C et dans D.
Au sujet des tribus juives, dans l'introduction (p. 3), avant l'analyse historique du texte, R.B. Serjeant écrit : « Bien que 13 tribus juives soient mentionnées à cette période, le prophète de son vivant n'a apparemment mené d'action politique directe que contre trois d'entre elles. Il est possible que les autres tribus juives aient eu des accords directs de protection avec les tribus arabes par leurs sayyids et naqibs, comme énuméré dans le document C, et n'avaient pas joué de rôle politique, ou bien elles ont pu avoir été affiliées ou assimilées aux trois plus grandes tribus juives. » Il convient de noter que, plus loin dans l'article (p. 36), dans l'analyse historique du texte G qui se situe à l'époque de la bataille du fossé, R.B. Serjeant écrit on ne peut plus clairement que la tribu des Banu Qurayza est alors la seule tribu juive qui subsiste à Yathrib. R.B. Serjeant n'échafaude pas d'hypothèse sur la façon dont on passe de 13 (dans C) à 1 (dans G). Il faut cependant souligner que, dans C, « les juifs de Awf » concerne le clan des Awf, alors que dans G, « les juifs de Aws » concerne la tribu des Aws.
Ayant étudié en détail les clans arabes et les clans juifs de Yathrib, ayant tenté de préciser quels sont les clans juifs ci-dessus nommés, Montgomery Watt ne parvient à aucune certitude et émet l'opinion que les trois principales tribus juives sont probablement absentes de la liste ci-dessus. Maxime Rodinson pense que les trois grandes tribus juives étaient signataire mais que leur nom a disparu ensuite. Maxime Rodinson le dit : « Les dispositions du Pacte ne nous sont pas absolument claires. Il y a, autour d'elles, trop de choses que nous ne savons pas. » Dans l'article Mahomet de l'Encyclopædia Universalis, il est tout aussi catégorique que R.B. Serjeant sur l'inexistence à Médine d'autres tribus juives après le massacre : « Mahomet profita de ce succès pour éliminer de Médine, en la faisant massacrer, la dernière tribu qui y restait, les Qurayza. » Sans développer des considérations sur ce que « nous ne savons pas », Maxime Rodinson et R.B. Serjeant concentrent leur analyse sur ce que nous savons : le fait qu'il ne restera aucune tribu juive à Médine après le massacre des Banu Qurayza.
Étant donné l'impossibilité de savoir exactement quelles sont les tribus juives impliquées, Mahomet a-t-il vraiment conclu des traités avec les Banu Nadir, les Banu Qurayza et les Banu Qaynuqa ? C'est la question que se pose l'historien Michael Lecker, à laquelle, après une étude exhaustive des sources, proposant les noms des signataires, il répond par l'affirmative en avançant deux raisons. La première, qui concerne la richesse et la complexité de l'historiographie islamique, c'est que les sources nombreuses sont en désaccord sur les points de détail, ce qui, paradoxalement, donne de la solidité à leur accord unanime sur l'essentiel : la signature de traités garantissant une sécurité réciproque aux contractants. La seconde, qui concerne la situation politique à Yathrib, c'est que la puissance très importante des tribus juives rendait de toute façon incontournable la passation d'accords de non-belligérance, que Mahomet l'ait voulu ou non. Michael Lecker conclut : « En résumé, cette lune de miel de courte durée entre Mahomet et les Juifs de Médine, avant que sa position y soit bien installée, constitue un fait historique solide. »
Dans l'article Mahomet de l'Encyclopædia Universalis, Maxime Rodinson écrit : « Deux tribus arabes, les Aws et les Khazraj, s'y combattent sans arrêt avec l'appoint fluctuant de trois tribus juives qui y avaient établi un centre intellectuel important. Ces luttes continuelles faisaient tort à la culture des palmeraies et des champs dont tous tiraient leur subsistance. Des mandataires des deux tribus arabes conclurent un accord avec Mahomet. On l'accueillerait à Médine et il y établirait la paix, jouant un rôle d'arbitre inspiré de Dieu dans les disputes tribales. »
Les expressions « les Juifs des Banu Awf », etc. montrent l'existence d'un pacte (ou de plusieurs pactes ?) antérieur à Mahomet, associant déjà cette tribu juive (ou ce clan ?) à un clan (ou une tribu ?) arabe. Les deux tribus arabes de Yathrib dont font partie tous ces clans sont les Banu Aws et les Banu Khazraj. De fait, avant-même la naissance de l'islam, chaque tribu juive est traditionnellement associée à une tribu arabe par un pacte. Les Banu Qaynuqa et leurs adhérents sont les alliés des Banu Khazraj, les Banu Nadir et les Banu Qurayza et leurs adhérents sont les alliés des Banu Aws. Les tribus juives sont ainsi protégées. Mahomet n'est pas l'inventeur de ce système : à La Mecque, il rencontre des notables des tribus de Yathrib, il va les retrouver à Yathrib, il reprend la tradition des pactes entre tribus et la développe dans l'Umma. Son projet en arrivant à Yathrib est à la fois religieux et politique.

#### Le document D ajoute des personnes à l'Umma
Les quatre documents A, B, C et D partagent exactement le même contexte historique, qui est celui de l'arrivée, en grand rassembleur, de Mahomet à Yathrib en 622, avec l'espoir que les tribus juives de Yathrib vont tout de suite se convertir à la nouvelle religion, la religion hébraïque étant elle aussi un monothéisme, avec de multiples points communs et tout autant éloigné du polythéisme que l'est la nouvelle religion. La création de l'Umma donne le cadre de ce grand rassemblement.

### Réaffirmation du statut des Juifs de Médine, documents E, nouveau traité avec les Banu Qurayza, document G
Une fois le document F, plus tardif, remis à sa place (voir ci-après le troisième traité), ce sont les documents E et G qui se succèdent. Il n'y aurait nul besoin de répéter, dans les mêmes termes, le statut des juifs si E et G formaient un tout avec A, B, C et D.

#### Le document E, plus tardif que le traité de l'Umma, réaffirme le statut desJuifs
E1. Un homme n'a pas eu affaire avec son allié d'une façon déloyale.

…

E3a. Les Juifs paieront le nafaqah [leur contribution] avec les Mu'minun aussi longtemps que les uns et les autres continueront la guerre. [Cette clause est identique à C1]

E3b. Les Juifs ont à payer leur nafaqah, et les Muslimun ont à payer leur nafaqah.

…

E4. Ils [Les parties à cette convention] se soutiennent entre eux contre tous ceux qui entrent en guerre avec les personnes de cette feuille.

…

E6. Clause identique à C5. [formule finale]
Le traité de l'Umma de 622 est tout d'abord rompu en 625 avec les Banu Qaynuqa, voir « L'affaire des Banu Qaynuqa, an III » :
« Ibn Ishaq dit : 'Âsîm b. 'Umar b. Qatâdah m'a rapporté que Banû Qaynuqâ furent les premiers parmi les juifs à rompre (le pacte) entre eux et l'Envoyé d'Allah. »
Il sera ensuite rompu avec les Banu Nadir en 626, voir Tabarî :
« Le Prophète chargea Mohammad, fils de Maslama, de porter aux Benî-Nadhîr le message suivant : Vous m'avez trahi et vous avez rompu le traité qui vous liait envers moi ; je suis donc dégagé envers vous. »
Il sera enfin rompu avec les Banu Qurayza en 627, voir Ibn Ishaq :
« Alors, Ka'b b. 'Asad viola son engagement (vis-à-vis de Muhammad) et se défit de la convention qu'il avait eue avec l'envoyé d'Allah. »
Un nouveau document, E, est signé, qui réaffirme le statut des juifs et le paiement de l'impôt nafaqah comme l'avait fait le traité de l'Umma. Il semble que, après la bataille de Badr (en 624), les Juifs aient éprouvé quelque appréhension et se soient rapprochés des Quraysh de La Mecque. Le harcèlement des caravanes mecquoises que mène Mahomet, afin d'affaiblir La Mecque et aussi de financer ses activités, a peut-être touché des commerçants Juifs. Ka'b, un Juif apparenté aux Nadir, poète coupable d'avoir raillé Mahomet, est assassiné. E1 y fait probablement allusion, la tournure énigmatique « un homme n'a pas » renvoyant probablement, selon R.B. Serjeant, à Mahomet.
R.B. Serjeant précise que le meurtre de Ka'b b. al-Ashraf a lieu en Rabi I de l'an III et il ajoute (voir également Ibn Ishaq, « L'affaire de Muhayyisah et de (son frère) Huwaysah ») :
« Le lendemain matin du meurtre de Ka'b, Mahomet déclara : « Tuez tout homme juif dont vous vous emparez. » »
Le meurtre de Ka'b et l'inquiétude des juifs, dont on trouve l'écho dans Ibn Ishaq, étant postérieurs à l'élimination des Banu Qaynuqa, au moins une tribu juive a déjà été éliminée lors de la signature de ce document E.

#### Le document G, traité conclu entre les Arabes deYathriben préparation de labataille du Fossé, n'implique que les seuls Banu Qurayza
G1. Aucune protection ne sera accordée aux Quraysh, ni à aucun de ceux qui les soutiennent.

G2. Ils se soutiennent mutuellement contre toute attaque déloyale inattendue dirigée contre Yathrib

…

G5. En effet, ceux qui sont à la guerre pour la religion (dîn), chaque (groupe de) personnes est responsable (c'est-à-dire pour défendre) de leur part de leur secteur se trouvant devant eux.

G6. Les Juifs des Aws, leurs clients et eux-mêmes, sont sur la même base que les personnes de cette feuille [les signataires de cet écrit], avec observation sincère/complète de ses clauses.

G7. Clause identique à C5. Complément à cette clause.

G8. Allah est protection du plus vrai dans les serments et il est le plus honoré par l'observance de ce qui est sur cette feuille [du contenu de cet écrit]. [Formule finale]
R.B. Serjeant date G juste avant l'épisode du siège de Yathrib (en 627) par les Mecquois ennemis de Mahomet. En mentionnant « les Juifs des Banu Aws », il ne concerne donc plus que les Qurayza (les deux autres tribus juives ont été expulsées).
Dans l'analyse du document G, R.B. Serjeant affirme catégoriquement que la tribu des Banu Qurayza est, à l'époque de la bataille du fossé, la seule tribu juive qui subsiste à Yathrib. Il précise que Mahomet, pour valoriser les Banu Qurayza, avait doublé leur prix du sang (auparavant moitié de celui des Banu Nadir).
Maxime Rodinson, dans l'article Mahomet de l'Encyclopædia Universalis, le dit de façon tout aussi nette : « Mahomet profita de ce succès pour éliminer de Médine, en la faisant massacrer, la dernière tribu qui y restait, les Qurayza. »
Les documents E et G, qui datent d'une période intermédiaire entre celle du tout début, du traité créant l'Umma, et celle, tardive, de la proclamation de l'enclave sacrée de Médine, partagent en fond historique commun l'inquiétude des Juifs de Médine et la nécessité, pour Mahomet, de resserrer les liens avec eux. Cette inquiétude est nouvelle, elle n'existait absolument pas dans le contexte initial. Le contexte historique a radicalement changé : par rapport au grand rassemblement de 622, Mahomet a compris que les tribus juives ne se convertiraient pas, que son espoir initial n'était qu'une illusion et qu'il s'était, là dessus, lourdement trompé (voir changement de la quibla, désormais vers La Mecque). Les tribus juives ont, elles aussi, compris que Mahomet avait perdu ses illusions et n'entendait pas voir, à côté de son pouvoir sur les soumis, prospérer un pouvoir non soumis. Néanmoins, Mahomet ne peut se permettre de voir ce qui reste des tribus juives s'allier avec Quraysh, d'où la nécessité de signer à nouveau, avec des clauses qui sont, pour l'essentiel, identiques à celles qui existaient déjà à l'époque du traité de l'Umma.

### Proclamation de Médine enclave sacrée,haram, constituée des documents F et H
Selon R.B. Serjeant, le document F n'est pas placé à l'endroit de l'ordre chronologique dans les huit documents. Selon lui, la création de l'enclave sacrée est datée par les spécialistes (the authorities) postérieurement à la bataille du Fossé (certains le situant même à une date aussi tardive que le retour de Khaybar). De plus, le texte utilise pour Mahomet — c'est la première fois — l'expression Apôtre d'Allâh, signe de sa grandeur accrue. Enfin, une disposition particulière, F3, concernant les femmes, renvoie aux dispositions du traité de Hudaybiyah (voir ci-dessus Ibn Ishaq, traité de paix de l'an VI avec les Quraish). Pour toutes ces raisons, le document F, daté de 628 ou 629, est postérieur au document G, concernant les Banu Qurayza, daté de l'an 627 au plus tard. Quant au document H, R.B. Serjeant le date de l'an VII, soit 629, très peu après F.
Voir également ci-dessous le paragraphe « Téménos, basl, hawtah agreement, haram ; fêtes, chasses, foires et pèlerinages ».

#### Le document F proclame Médine enclave sacrée (haram)
F1. Le Jawf de Yathrib est inviolé/une enclave sacrée pour les signataires de cette feuille.

…

F3. On ne doit donner protection à une femme qu'après la permission de sa famille.

…

F5. Allah est protection pour éviter au mieux de rompre les engagements et il est le plus honoré par l'observance de ce qui est sur cette feuille [du contenu de cet écrit]. [Formule finale]
Le Jawf est la zone plate de Yathrib se trouvant entre les montagnes et les régions de lave, ses limites portant diverses appellations selon les traditions. Dans H, pour la première fois, le nom de Médine (« La Ville ») apparaît au lieu de Yathrib.

#### Le document H est le codicille à la proclamation F de l'enclave sacrée
H1. Cet écrit ne protège pas le pécheur ni le criminel.

H2. Celui qui sort de Médine est en sécurité, et celui qui reste à Médine est en sécurité, sauf celui qui agit mal ou commet un acte criminel.

H3. Allah est un protecteur pour celui qui observe les engagements et s'abstient d'actes déshonorants et d'offenses, et Muhammad, Allah le bénisse et l'honore, est l'apôtre d'Allah. [formule finale]
Pour H2, Abdurrahmân Badawî écrit : « Celui qui sort pour faire la guerre est en sûreté, de même celui qui reste en ville est en sûreté, etc. ».

Voir la différence de H2 avec C2a-h, qui punissait toute la famille. Le codicille définit les règles de l'enclave sacrée de Médine dans les mêmes termes que l'enclave sacrée de La Mecque, avec des règles proches des enclaves sacrées du Hadramaout jusqu'à une date récente.

La formule finale H3, qui termine tout l'ensemble, comporte, comme dans F4, l'ajout (Mahomet Apôtre d'Allah) par rapport à la formule A1 qui introduit le traité de l'Umma.
Les documents F et H sont les deux parties d'une seule et même décision : celle qui proclame Médine enclave sacrée (haram). Le contexte historique est, à nouveau, radicalement différent. Pour les habitants de Médine, signataires de « cette feuille », concernés par les clauses de « cette feuille » (F1, F3, H2, etc.), il n'y a plus d'inquiétude des tribus juives ni de nécessité de les rallier puisqu'il n'y a plus aucune tribu juive à Médine. Selon Ibn Ishaq, c'est en l'an IX que Mahomet décrète qu'aucun polythéiste ne pourra désormais faire le pèlerinage de La Mecque. Le contexte est celui que Maxime Rodinson appelle l'État médinois, avec pour slogan « une religion arabe pour les Arabes » (voir ci-dessus). La communauté de l'Umma première manière a cédé la place à ce que Maxime Rodinson appelle la communauté musulmane, qui ne comporte, à cette époque en 629, pas de composante juive à Médine. Cela n'implique pas qu'il ne reste plus aucun juif à Médine : c'est leur force politique que Mahomet élimine, pas chacun des individus parce qu'il est juif. Selon Montgomery Watt, le terme Umma n'est d'ailleurs plus utilisé dans le Coran ni dans les traités après la prise de La Mecque, la communauté islamique, toujours constituée de groupes et non d'individus, n'étant plus désignée par aucun terme standard et toute la diplomatie étant menée au nom de Dieu et de Mahomet.
Selon Ibn Ishaq, Mahomet décrétera en l'an IX qu'aucun polythéiste ne pourra désormais faire le pèlerinage de La Mecque et qu'aucun n'aura une alliance ou un engagement, excepté celui qui avait antérieurement un engagement avec lui, et seulement jusqu'à l'expiration de son terme.

### Importance de la méthode: Médine enclave sacrée
On voit à quel point la méthode peut modifier l'éclairage.
Si l'on accepte, sans examen, la chronologie fausse du texte couramment présenté de la « so-called » (« soi-disant ») « Constitution de Médine », dans lequel la partie G concernant les Banu Qurayza, se trouvent insérées au beau milieu des parties F et H proclamant Médine enclave sacrée, on est conduit à considérer que les tribus juives de l'Umma font partie de l'enclave sacrée, point que ne commente pas Muhammad Hamidullah ci-dessus. De plus, Hamidullah ne dit pas comment cette « Constitution », qui protège en théorie les Juifs de Médine, aboutit en pratique à les éliminer de Médine en cinq ans, la dernière tribu par un massacre qui fait date, selon les termes mêmes de la tradition (Ibn Ishaq).
Comme le fait l'historien R.B.Serjeant, en rétablissant le texte correct dans sa chronologie, en rétablissant la structure correcte du texte en huit documents regroupés, après analyse, selon trois contextes historiques nettement différenciés, le caractère composite du texte, dont W. Montgomery Watt a apporté la preuve (voir ci-dessus), s'éclaire. On constate avec Serjeant que, le traité de lUmma de 622 ayant déjà perdu deux tribus juives, en 625 et en 626, il est nécessaire de signer un nouveau traité avec la troisième en 627. Enfin, les trois tribus juives ayant été éliminées, lenclave sacrée de Médine, comme l’enclave sacrée de la Mecque, ne comporte aucune tribu juive en 628-629, contrairement à ce qu'était — mais n'est plus — l’Umma dans sa forme première, le slogan de la communauté musulmane, pour citer Maxime Rodinson, étant désormais devenu, « pour le moment du moins » : « une religion arabe pour les Arabes ».
La chronologie, selon l'article de R.B.Serjeant, scientifiquement validé par publication, est donc, avec les titres originaux en anglais, la suivante :
622 : ensemble A, B, C et D, Traité de la confédération, Umma (trois tribus juives).

A. The confederation (ummah) treaty 
B. Supplement to the confederation treaty A 
C. Treaty defining the status of the Jewish tribes in the confederation 
D. Supplement to the treaty defining the status of the Jewish tribes (C)
625-627 : document E , Réaffirmation du statut des Juifs de Médine, document G, nouveau traité avec les Banu Qurayza, (au minimum une tribu juive en moins pour E, une seule tribu juive restante pour G en 627).

E. Reaffirmation of the status of the Jews
G. The treaty concluded prior to Khandaq among the Arabs of Yathrib and with the Jewish Qurayzah to defend it from Quraysh of Mecca and their allies
628-629 : ensemble F et H, Proclamation de Médine enclave sacrée, haram (aucune tribu juive).
F. The proclamation of Yathrib a sacred enclave (haram) 
H. Codicil to the proclamation of Yathrib a sacred enclave (haram)
Abdurrahmân Badawî l'affirme catégoriquement : « Tous les historiens musulmans sont unanimes pour affirmer que les juifs sont définitivement chassés du Hedjaz durant le califat de Omar (ans 13-23 Hégire) » D'ailleurs, Ibn Ishaq s'en fait l'écho, l'Envoyé d'Allâh avait dit […] : « Il ne faut pas que deux religions coexistent dans l'île arabique. » (Voir ci-dessus « L'évacuation des juifs de Khaybar durant le califat de Omar ibn al-Khattâb »). Comme pour l'élimination des Juifs de Médine, cela n'implique pas qu'il ne reste plus aucun juif dans le Hedjaz : c'est leur force politique et religieuse qui est éliminée, pas chacun des individus parce qu'il est Juif (voir par comparaison le texte du décret de l'Alhambra, en fin d'article ci-dessous).
Unis dans l’Umma puis dans la construction de l’État islamique, les musulmans vont conquérir toute l’Arabie. Pour Ibn Khaldoun, c’est dans la religion que tient la force des Arabes : « Leurs aspirations tendent rarement vers un seul but. Il leur faut l’influence de la loi religieuse, par la prophétie ou la sainteté, pour qu’ils se modèrent d’eux-mêmes et qu’ils perdent leur caractère hautain et jaloux. Il leur est, alors, facile de s’unir, grâce à leur communauté religieuse. Ainsi, rudesse et orgueil s’effacent et l’envie et la jalousie sont freinées. Quand un Prophète ou un saint, parmi eux, les appelle à observer les commandements de Dieu et les débarrasse de leurs défauts pour leur substituer des vertus, les fait tous unir leurs voix pour faire triompher la vérité, ils deviennent alors pleinement unis et ils arrivent à la supériorité et au pouvoir royal ».

## Tribus musulmanes et tribus juives au regard de l'histoire moderne

### La construction de l'État islamique selon Hichem Djaït
Hichem Djaït est professeur émérite d'histoire à l'Université de Tunis. Auteur de La Grande Discorde. Religion et politique dans l'Islam des origines, il consacre un chapitre, selon son titre, à 'La construction de l'État islamique'. La synthèse qu'il présente s'appuie, du vivant de Mahomet, sur la Sira d'Ibn Ishaq, puis, après la mort de Mahomet sur laquelle le livre se termine, sur les écrits de Tabarî. La partie ci-dessous, concernant la construction de l'État islamique du vivant de Mahomet, est une mise en regard du texte d'Ibn Ishaq (16 références données par Hichem Djaït) avec la discipline qu'est l'histoire contemporaine.
Pour Hichem Djaït l'Arabie préislamique « avait ceci de commun qu'elle ne connaissait pas le principe d'État mais qu'elle organisait son existence, tous genres de vie confondus, sur le principe de la tribu. » L'État islamique s'est constitué en trois étapes : la première avec l'hégire, début du pouvoir politique de Mahomet ; la deuxième avec la bataille du Fossé, les principaux attributs de l'État se constituant lors du siège de Médine ; la troisième après sa mort, lorsque Abû Bakr va étendre la domination de l'État islamique sur toute l'Arabie.
Plus qu'en la Constitution de Médine, qui marque l'apparition de l'Umma, c'est dans le serment de la deuxième 'aquaba que Hichem Djaït voit l'acte de naissance de l'État islamique. Pacte de défense, certes, mais avec lequel « L'Envoyé d'Allâh reçoit l'ordre de faire la guerre », selon le titre d'Ibn Ishaq. L'État guerrier va s'organiser dans cette « dialectique » de la paix et de la guerre, avec la religion pour justification. L'initiative offensive commence avec la bataille de Badr, avec l'intention affichée de s'en prendre au pouvoir mecquois, le pacte origine de défense étant bien loin, et devient rapidement la raison d'être du pouvoir médinois, dont le nombre de combattants va passer de quelques centaines à Badr à dix mille qui prennent La Mecque en l'an VIII, puis à trente mille qui marchent sur Tabuk en l'an X, à la fin de la vie de Mahomet. « La manière dont toute l'affaire a été menée », pour reprendre les termes de Hichem Djaït, incline à penser que Mahomet « avait peut-être déjà l'intention, lors de la deuxième 'aquaba, de déclarer la guerre à Quraysh, une guerre ininterrompue et qu'il ne s'agissait nullement dans son esprit d'un pacte de défense. Certes, le Prophète recherchait l'expansion de sa vérité et de sa foi, mais il l'a fait par le jeu de la puissance et de la guerre, avec les moyens de son temps et de son monde. »
Pour Hichem Djaït, par la voie de son affirmation guerrière, la bataille du Fossé « constitue un tournant décisif dans la marche vers la constitution d'un État. »
Hichem Djaït poursuit : « On a même pu dire que c'est à ce moment précis que le pouvoir prophétique a pris son visage d'État, toujours par la voie de l'affirmation guerrière. » La coalition des attaquants comprend « Quraysh, les Ahbish de Kinana et la grande tribu qaysite de Ghatafan représentée par les clans de Fazara, Ashja' et Murra ». La dimension économique de la lutte se voit dans la proposition — le tiers de son produit — que fait Mahomet aux Ghatafan pour tenter de les rallier à lui. Elle est plus présente encore dans la prise de possession des biens des Banû Qurayza, avec partage du fay' durable et non durable. Les normes de ce partage, qui occupent un paragraphe dans Ibn Ishaq, vont être appelées à régenter toutes les conquêtes futures de l'Arabie et le quint, part du partage revenant au Prophète, instauré à cette occasion, va considérablement enrichir le trésor de Mahomet.
Avec cette détermination et cette régularité, qui sont inusitées dans les guerres tribales, c'est un « État-butin » qui s'instaure. Ce n'est pas un hasard si, plus tard, 'Umar attribuera les pensions en prenant en compte la participation à la bataille de Badr. Ce sont des éléments loyaux au Prophète parmi les chefs médinois, Sa'd b. Mu'adh notamment, qui ont aidé ce glissement vers l'État guerrier et de butin offensif. Systématiquement, « les juifs vont payer le prix fort non seulement parce qu'ils sont le témoin négateur vivant mais aussi pour alimenter en butin ceux qui suivent le Prophète et le pouvoir en formation lui-même.» Hichem Djaït poursuit :
« Surtout, l'épisode du massacre froid et rationnel des B. Qurayza va inaugurer une violence d'État et de guerre véritable, absolument inédite en Arabie et qui dérive des pratiques de l'Orient ancien : massacre de la totalité des hommes, mise en esclavage des femmes et des enfants. La violence bédouine n'avait pas cette allure systématique, cette détermination, cette organisation et elle ne se déployait pas à si grande échelle. […] L'émergence de ce type de violence organisée va saisir de stupeur les Arabes en général, et Quraysh en particulier. »
Il ajoute : « Naît alors l'impression d'une puissance prophétique insurmontable, impression qui s'accentue entre le traité d'Hudaybiya et la prise de La Mecque. À Médine même, la loyauté clanique se disloque en faveur du pouvoir charismatique et personnel du Prophète. L'État islamique se dote de l'attribut de coercition financière sur les tribus converties par l'institution de la sadaqa. » L'auteur souligne, enfin, cette « résistance victorieuse qui laisse sur une image d'action soutenue tendue vers un but, d'organisation, de rationalité, de cohérence, image qui se diffuse dans l'inconscient collectif des Arabes. »

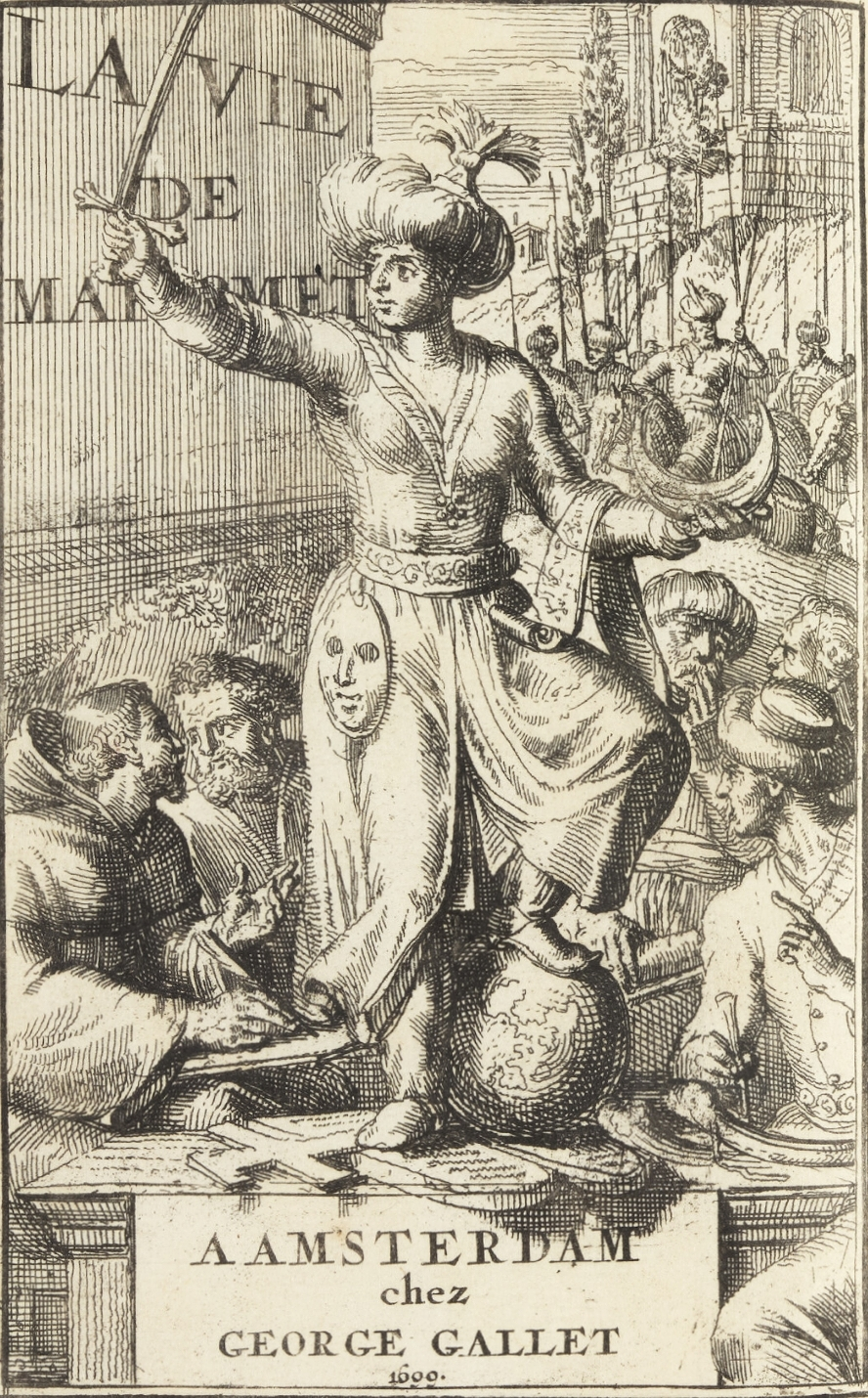
Mahomet en chef de guerre. Frontispice d'une édition française clandestine de l'ouvrage anti-islamique La Vie de Mahomet par M. Prideaux. 1609.

Avec le traité d'Hudaybiya, Mahomet se fait négociateur et assure effectivement deux ans de paix aux Qurayshites, ce qui lui amène de nombreuses conversions, dont celle de Khalid ibn al-Walid — le vainqueur de la bataille de Uhud, à laquelle Mahomet est battu — et 'Amr b. al-'As, le négociateur du Négus. C'est pour participer au pèlerinage de la Ka'ba que Mahomet entre à La Mecque et le sacrifice de soixante-dix bêtes rituellement préparés impressionne favorablement, par la reconnaissance qu'il implique de la prééminence de la Ka'ba, le système religieux de La Mecque. L'affaire de Khaybar est perçue comme une marque de sa puissance, celle d'un roi du Hijaz, qui partage le butin avec ses compagnons de Médine, ainsi qu'avec des Arabes de tribus qui participent au siège, mais aussi accorde des contrats de métayages aux juifs (révocables cependant). Ce pouvoir, selon Hichem Djaït, « s'engage dans une dialectique qui pose des ennemis, les dépossède, et nourrit ses loyautés à partir de cette dépossession. » Mahomet rallie massivement des éléments bédouins : Aslam minés par la famine, Muzayna, Juhayna, Sulaym, Ghifar, Khuzâ'a, qui forment un deuxième cercle. D'autres éléments bédouins de Tamin, de Qays et de Asad, viennent gonfler une armée, forte de dix mille hommes au moment du siège de La Mecque en l'an VI, parfaitement organisée avec des ailes et un centre.
Devant un tel déploiement, La Mecque tombe « sans coup férir ». Mahomet devient le maître de la Ka'ba, qui va perdre ses caractéristiques païennes, du pèlerinage, qui va être islamisé tout entier, du commerce mecquois, le maître de la puissance qurayshite. Dans le même temps, Quraysh se rallie massivement à l'islam, dont le chef se trouve être de leur propre tribu. À la chute des Hawazin, un immense butin est partagé, dont une part importante va aux nouveaux venus qurayshites, liés par les liens du sang, diminuant d'autant la part des médinois, liés par l'antériorité des liens idéologiques.
Pour l'auteur, dans l'État islamique, une nouvelle composante, soudain, acquiert massivement un pouvoir fondé sur les liens du sang. Le second cercle, s'était formé, avant la prise de La Mecque, soit par les Bédouins des alentours de Médine, anciennement alliés aux Khazraj et aux Aws, soit par ceux des alentours de La Mecque, anciennement alliés à Quraysh et dont beaucoup avaient émigré à Médine. Le premier cercle était le noyau des Émigrés et des Ansars, et parmi eux se distinguaient ceux qui avaient combattu à Badr. Des conflits latents traversent le pouvoir, autour desquels toute l'histoire future de l'État islamique s'articulera. Hichem Djaït y distingue deux grands systèmes de valeurs. Le premier système est celui de la période préislamique, avec son organisation tribale, nomade d'une part (guerriers et poètes), sédentaire des grandes villes telles La Mecque d'autre part (agriculteurs et commerçants). Elle ne connaît pas le principe d'État, c'est un organisme politique fondé sur les liens du sang. Le second système, nouveau, est celui de l'Islam, avec une majuscule (« Islam » désigne le système, « islam » désigne la religion, ce sont deux concepts distincts), trait fondamental de l'État médinois. Selon Hichem Djaït, le volontarisme guerrier et l'idéologie de la lutte (Jihad) ont moins pour but d'amener les autres à sa foi, que d'assujettir le monde à Dieu.
Des tribus de toute l'Arabie, selon la tradition, « embrassèrent la religion d'Allâh par multitudes », venant faire allégeance à Médine. L'ampleur du ralliement de ces « tribus fières et guerrières » qui viennent « tout d'un coup offrir leur loyauté sans combat » reste, pour Hichem Djaït, « inexpliquée ». En l'an X, une puissante armée de trente mille combattants marchera, au nord, sur Tabuk.
Selon Hichem Djaït,
« À sa mort, le Prophète a laissé une religion achevée et un État rayonnant sur toute l'Arabie, indissolublement liés. »

### La bataille du Fossé et le massacre des Banu Qurayza, selon Maxime Rodinson
Chez Maxime Rodinson, le récit de la bataille du fossé et du massacre des Banu Qurayza est fort détaillé. Il peut être mis en regard de celui d'Ibn Ishaq. Selon Maxime Rodinson : « À la fin de mars de l'an 627, […] trois armées se dirigèrent vers Médine. En tout, il y aurait eu là 10 000 hommes, plus de 600 chevaux et des chameaux. […] Mohammad pouvait, quant à lui, réunir une force de 3 000 hommes au maximum. » La plaine, au nord, n'offrait pas de défense naturelle et Mahomet y fit creuser un profond fossé. Les femmes et les enfants s'abritèrent dans les fortins de l'oasis. « Tous ces 13 000 hommes rassemblés autour de cette tranchée passèrent deux à trois semaines à échanger des injures en proses et en vers ainsi que des flèches lancées à une distance rassurante. En tout, il y eut trois morts parmi les assaillants et cinq parmi les défenseurs de l'oasis ! […] Il s'avérait maintenant qu'il fallait attaquer des ennemis bien retranchés derrière le remblai que constituait la terre tirée du fossé. […] Tout cela impliquait beaucoup de morts d'hommes, ce que la guerre arabe à la mode ancienne évite au maximum. » Maxime Rodinson cite un poème qui exprime bien ce que ressentaient les coalisés : « S'il n'y avait eu ce fossé auquel ils s'accrochaient ; Nous les aurions exterminés tous ; Mais il était là devant eux, et eux ; Ayant peur de nous, y trouvaient refuge. » Pour Maxime Rodinson, la vraie lutte était diplomatique, les coalisés essayant de persuader les Banou Qorayza d'attaquer par l'arrière après avoir massacré femmes et enfants des fortins, ce que Mahomet craignait. Selon Maxime Rodinson : « Les Juifs délibérèrent. D'après la tradition, ils eurent des velléités d'intervenir. Un détachement de onze hommes (sic) serait même passé à l'action. En tout cas, rien ne fut fait de sérieux et la tradition a eu intérêt à grossir les choses pour excuser le massacre qui devait suivre. » Pour les faire renoncer, Mahomet proposa aux Ghatafân le tiers de la récolte de dates, sans succès. Le siège traînait en longueur et, finalement, les coalisés rentrèrent chez eux. C'était une grande victoire : la preuve était faite aux yeux de toute l'Arabie qu'on ne pouvait le vaincre par les armes. Maxime Rodinson poursuit : « Cette force avait encore une faille : la seule présence des Banou Qorayza qui avait été une inquiétude constante pour Mahomet pendant le siège. […] Le jour même où les coalisés se retiraient, il dirigea ses troupes vers le village fortifié de la tribu juive. Les Juifs s'y retranchèrent […] Au bout de 25 jours, ils perdirent courage. […] [Les Juifs] capitulèrent, espérant sans doute en l'intercession de leurs vieux alliés, les Aws. Ceux-ci, en effet, dès la capitulation, assiégèrent le prophète. […] Le prophète avait une réponse prête. Acceptaient-ils qu'un homme d'entre eux, les Aws, soit déclaré juge du sort des Qorayza? Ils acceptèrent et il désigna immédiatement l'arbitre, Sa'd ibn Mo'âdh. » Rodinson précise que Sa'd ibn Mo'âdh est l'un des deux principaux chefs des Banu Aws qui se sont convertis tous deux dès l'arrivée de Mahomet à Médine. Pour le jugement et le récit du massacre, Maxime Rodinson reprend alors mot pour mot le texte d'Ibn Ishaq. Les femmes et les enfants seront ensuite vendus et tout le butin, argent et objets mobiliers, fut partagé. Selon Maxime Rodinson, d'un point de vue purement politique (abstraction faite des considérations humaines), les morts ne revenant pas, le massacre était « un acte fort avisé », la tuerie contribuant « au surplus à épouvanter et à décourager les ennemis. » Ce n'était que l'aboutissement lointain d'une politique de rupture que Mahomet, pour Maxime Rodinson, envisageait probablement depuis longtemps : « Dès avant Badr, il avait, semble-t-il, préparé la rupture sans aller jusqu'au bout des conséquences. »

### Ce qui est de l'histoire et ce qui n'en est pas, selon Maxime Rodinson
Bien que Muhammad Hamidullah soit docteur en philosophie (PhD de l'Université de Bonn), sa thèse portant sur les principes de neutralité du droit islamique international, il n'est pas historien.
À propos de la pratique de l'esclavage, Maxime Rodinson écrit : « L'esclavage était naturellement maintenu. Il est recommandé de traiter bien les esclaves et de favoriser leur affranchissement. C'est une naïveté de vouloir qu'on ait aboli au VIIe siècle une institution parce qu'elle nous choque actuellement. C'en est une autre d'y voir, avec Muhammad Hamidullah « comme une maison de correction humanitaire et d'en exalter les vertus. [Maxime Rodinson cite ici : Muhammad Hamidullah, Le Prophète de l'Islam, Paris, Vrin, 1959, p. 462.] » Définissant Muhammad Hamidullah, comme un « fort savant apologète musulman », ou, plus loin, « un apologète musulman », ou encore « un Musulman d'une très grande science, mais totalement dénué d'esprit critique » et « le pieux savant et apologète », Maxime Rodinson, à propos d'une autre assertion de cet auteur, écrit : « La thèse de M. Hamidullah montre seulement une fois de plus à quel degré de subtilité peut mener le désir de prouver des thèses dont le dogme a d'avance proclamé la vérité. » Il précise, à propos de la polygamie, que le raisonnement apologétique, assez puéril, est « tout à fait opposé à l'esprit historique. » Et il ajoute : « Encore une fois, pour bien comprendre un phénomène, il faut le replacer dans sa situation historique avant de le condamner ou de l'exalter au nom de dogmes moraux, religieux ou politiques supposés éternellement valables. » Sur ce que Hamidullah dit de l'esclavage, sur la sentence de mise à mort des Banu Qurayza prétendument rendue au nom du Deutéronome, on peut se référer à Muhammad Hamidullah.
Les compétences d'historien de Maxime Rodinson, qui est docteur en histoire, sont attestées, par exemple, par le fait qu'il est l'auteur de l'article de référence Mahomet dans l'Encyclopædia Universalis, ainsi que l'auteur du premier chapitre, L'Arabie avant l'Islam dans l’Encyclopédie de la Pléiade, Histoire universelle II,. La tenue, en tant que livre d'histoire, du Mahomet de Maxime Rodinson est attestée, par exemple, par le fait que l'historien Mohamed El Aziz Ben Achour le cite comme source à de multiples reprisesdans Chevallier et Miquel 1995 et que Claude Cahen, dans sa bibliographie, qualifie le livre de « mise au point pratique », alors qu'il émet des réserves sur d'autres livres d'historiens.

### Abraham, personnage biblique commun à l'islam et au judaïsme
La question de l'historicité ou non du personnage biblique d'Abraham a fait l'objet d'un travail scientifique considérable par les archéologues. L'existence d'archives extraordinairement abondantes (tablettes d'argile) a permis de conclure que le nom « Abraham » se retrouve à différentes époques et en différents lieux de Mésopotamie, sans qu'aucune utilisation particulière à Ur puisse être notée. De plus, les migrations en Mésopotamie sont désormais assez bien connues et aucune ne correspond au trajet du récit biblique, depuis Ur jusqu'en Palestine. La conclusion de toutes ces études archéologiques est la non-historicité d'Abraham, personnage biblique, donc, et non pas personnage historique.
À son arrivée à Yathrib en 622, espérant rallier à lui les tribus juives, Mahomet se rapproche des mœurs propres au peuple d'Israël (interdits alimentaires et période de jeûne). Maxime Rodinson énumère ces changements dans son ouvrage Mahomet. Selon lui, Mahomet prescrit aux musulmans de s'associer au jeûne juif de Yom Kippour, le jour de la repentance, jour le plus solennel de l'année. La racine commune aux Juifs et aux Arabes que constitue, selon les deux religions, le personnage d'Abraham est soulignée. Selon Claude Cahen, Mahomet « considérait sa Révélation comme l'achèvement de celle dont Dieu jadis avait gratifié Moïse, et avant lui Abraham, l'ancêtre commun des Juifs et des Arabes ; et les non-musulmans se convainquirent aisément que les parentés (malgré les divergences) entre le Coran et l'Ancien Testament sont dues aux conversations que Mahomet et ses amis avaient avec les Juifs frustes de Médine. » Mais, rapidement, Mahomet comprend que les juifs ne se convertiront pas. Pour Rodinson, Médine était un centre intellectuel et les intellectuels juifs, soulignant « les déformations qu'avaient subies les récits de l'Ancien Testament dans le Coran », ne pouvaient « consacrer ce qui leur semblait être les élucubrations incohérentes d'un ignorant ». Les relations se tendent. Selon Maxime Rodinson, Mahomet décide que le jeûne musulman — l'Achoura — comprendra désormais deux jours, chevauchant donc la journée de Yom Kippour, soit en la précédant d'un jour, soit en la suivant d'un jour, libre choix étant alors donné par Mahomet à chaque musulman d'opter pour une solution ou pour l'autre. Toujours selon Maxime Rodinson, Mahomet s'éloigne encore davantage en remplaçant l'Achoura par un mois de jeûne, le Ramadan, en l'honneur de la bataille de Badr, du mois de ramadan an II. En 624, Mahomet décide que la prière, qui se faisait tournée vers Jérusalem, se fera désormais tournée vers La Mecque, mettant ainsi l'accent sur Abraham, constructeur du temple de la Ka'ba selon la tradition musulmane, et son appartenance à Ur, en Mésopotamie, son lieu de naissance selon le récit biblique. (Voir également ci-dessus ce que dit Tabarî.) Cependant, pour l'historien Mohamed Talbi, le changement de Qibla ne fut pas le résultat de calculs politiques et de spéculations viles, ou le résultat de pressions tribales et ethniques sur le prophète de l'islam, ce fut plutôt le contraire. De même, l'historien affirme qu'il n'y a aucune preuve qui dit que le jeûne d'Achoura fut prescrit pour concilier les juifs de Médine. Deux ans après l'arrivée à Médine, cette ouverture est un échec. Les relations avec les tribus juives vont rapidement aboutir, par la mort ou par l’exil, à la constitution d’une communauté médinoise homogène. Selon Maxime Rodinson, c'est de cette époque, au retour de Uhud, que l'usage du nom de « soumis », moslimoun, au singulier moslim, à l'infinitif islâm, s'impose définitivement.
Pierre Lory, qui n'utilise jamais le nom Mahomet lui non plus, explique qu’« Abraham apparaît comme une rétroprojection de Mahomet lui-même : prophète envoyé à la Mecque pour instituer un système religieux complet de foi et de rites, il aurait accompli dans le passé la geste que Mahomet reproduisait au présent. Il prie Dieu d'envoyer à la Mecque un prophète issu de ce peuple (2, 129), posant ainsi Mahomet comme réponse à sa propre prière. Mais ce jeu de miroir entre préfiguration abrahamique et actualisation mahométane ne laisse nulle part apparaître l'idée que les Arabes en tant que peuple puissent se prévaloir d'une quelconque supériorité du fait de leur ascendance abrahamique. Celle-ci est pourtant triplement attestée dans la Bible : par Ismaël père des douze tribus d'Arabie (Genèse 25, 12-18), par Essaü (Gen. 36, 8) et par Qetura, troisième femme d'Abraham dont fut issu Madyan (Gen. 25, 1-4), lesquelles traditions étaient par ailleurs connues de l'exégèse musulmane. Car la véritable descendance d'Abraham, sa succession dans l'élection divine, se manifeste par la foi et les bonnes actions (2, 132 : Abraham lègue sa foi à ses fils avant de mourir ; voir aussi 2, 135-136). Le thème avait été amplement développé dans la pensée chrétienne (Mt 3, 7-10 ; Rom 4) ».
À propos de la figure abrahamique dans l'islam, Jacquelijne Chabbi précise : « Le point de vue historique n'a rien à voir avec ce biblisme médinois de circonstance qui fait voyager la figure abrahamique à plus de mille kilomètres des territoires qu'on le voit parcourir dans les récits bibliques. Le point de vue historique doit, tout au contraire, inscrire l'origine de La Mecque et de la sacralité mecquoise dans un substrat purement local, dans les rites et les croyances présentes sur place et antérieures à l'islam et sans aucun lien avec lui. L'histoire, en effet, n'est pas réversible. » Elle conclut : « On voit que le discours historique sur les débuts de l'islam n'est pas anodin. Il ne cherche pourtant aucunement à donner des leçons de religion. C'est aux communautés croyantes de gérer leur destin. Mais comme toutes les grandes religions, l'islam a une histoire réelle faite de développements, de ruptures et de fractures dont on n'aime guère à se souvenir, quitte à s'inventer, dans un certain nombre de cas, un passé de substitution. Pour moi, la tâche des historiens est d'investir le champ d'une histoire tout simplement humaine ».

### L'élimination ou l'expulsion des tribus juives de Médine selon les historiens modernes
Les récits de l'annihilation des Banu Qaynuqa semblent avoir été remaniés de façon tendancieuse dans les sources islamiques datant de la fin des Omeyyades et sous les premiers Abbassides [au VIIIe siècle] quand des soulèvements juifs armés éclatèrent contre le régime islamique en Iran et en Syrie. En dépit de l'affirmation selon laquelle le calife Omar Ier les aurait expulsé d'Arabie avec les chrétiens, beaucoup de juifs demeurèrent à Médine mais ils quittèrent l'Arabie du Nord progressivement, les dernières mentions de tribus juives en Arabie datant du milieu du XXe siècle.
Concernant le massacre des Banu Qurayza, Robert Mantran appelle à « replacer dans les mœurs du temps et surtout dans la situation particulière des Émigrés, qui redoutaient toujours une menace sur leurs arrières. Cet acte est aussi le dernier de ceux que l'on peut qualifier de "défensifs" pour les musulmans. Désormais, de 628 à 632, se déroule la phase "offensive". » Pierre Lory note que la population de Khaybar put rester sur place et pratiquer le judaïsme, mais en payant un impôt assez lourd. Il ajoute que les communautés juives vivant en territoire byzantin ou wisigothique espagnol étaient traitées durement, et se réjouirent de l'arrivée des musulmans. Le principal centre intellectuel, religieux et même démographique de la communauté juive était à l'époque la Mésopotamie, bien que les Perses sassanides s'étaient montrés nettement moins intolérants à leur endroit que les Byzantins. Les descendants des juifs himyarites ne survécurent que dans les grands centres méridionaux, essentiellement au Yémen.
Pour Dominique et Janine Sourdel les muhadjir de La Mecque et les ansars de Médine reconnaissaient un rôle d'arbitre à Mahomet, mais les opposants furent « impitoyablement sacrifiés », notamment ceux qui furent hésitants ou sceptiques, dont les clans juifs qui avaient « essayé de perpétuer au temps du Prophète les intrigues et les divisions qui avaient caractérisé la vie de l'ancienne Yathrib. » Marc Bergé estime que pour gouverner Médine, Mahomet devait éliminer ses ennemis. Bergé rappelle que les Arabes ne tuaient pas par peur de la qisas, mais l'exécution de tous les mâles des Banu Qurayza montre que Mahomet n'avait pas peur des conséquences de son acte. Maxime Rodinson souligne que la guerre privée était une coutume parfaitement admise et y voit un probable calcul politique dans l'attaque des Banu Qaynuqa, ceux-ci étant confédérés à 'Abddallâ ibn Obayy, le puissant chef politique mecquois.
Hichem Djaït est du même avis que Rodinson. Le citant, Mohamed El Aziz Ben Achour écrit : « Plus que jamais, l'État islamique en formation tendait à devenir un « État-butin », les femmes, parmi lesquelles Safia, et les enfants furent emmenés en captivité. Les hommes de Khaybar restèrent sur place et travaillèrent désormais leurs anciennes terres comme métayers pour le compte de la communauté musulmane ».

### Téménos,basl,hawtah agreement,haram; fêtes, chasses, foires et pèlerinages
Les « enceintes sacrées » sont une pratique religieuse très ancienne et très générale. Dans la Grèce antique, déjà, Olympie était un « lieu saint inviolable », un téménos pendant toute la durée des fêtes olympiques, cela même en temps de guerre. La Ka'ba de La Mecque, au départ simple enclos de pierre et espace sacré, prend une grande importance pour toutes les tribus au cours de l'époque préislamique, avec sa circumambulation autour du monument qui contient les idoles. Le Kitab al-aghani raconte que Zuhayr b. Janâb al-Kalbi, mort (vers 564), poète guerrier de l'Arabie préislamique, mène une expédition guerrière contre les Banu Ghatafan « pour les empêcher de constituer un « périmètre interdit » (basl), analogue à celui de La Mecque » (selon la traduction de Jacques Berque). Mohamed El Aziz Ben Achour mentionne d'autres sanctuaires, les pèlerinages étant communs à plusieurs tribus, s'accompagnant de foires commerciales, rassemblements à caractère sacré : « Durant les mois harâm, les tribus s'interdisaient (c'est le sens de h.r.m.) de combattre et d'attaquer les convois de pèlerins et de marchandises. » À propos de la bataille de Ta'if, Maxime Rodinson mentionne « l'enceinte sacrée » de la divinité Wajj, dans laquelle il est interdit de « chasser et de couper les arbres dits 'idhâh. » Dans Haram and hawtah, the sacred enclave in Arabia (voir ci-dessus), R.B. Serjeant s'appuie sur les hawtah agrements, accords de paix entre tribus, pour interpréter les pactes et la proclamation de Médine « enclave sacrée ». À propos de « La Mecque, cité interdite », et de l'« enclave sacrée » de Médine, qui est selon le texte d'Ibn Ishaq une proclamation de Mahomet, dans Aux origines de La Mecque, le regard de l'historien (nov. 2002, Clio 2009), Jacqueline Chabbi, en utilisant le nom « Mahomet », écrit : « L'interdiction d'entrée sur le territoire de la cité mecquoise aurait été applicable en l'an 10 de l'hégire, soit à peine une année avant la mort de Mahomet. » Elle précise que cette interdiction concernait les païens locaux, et elle ajoute : « Le pèlerinage mecquois de l'époque est demeuré multiconfessionnel presque jusqu'à la fin de la période dite prophétique, c'est-à-dire durant la presque totalité de la vie de Mahomet. […] Quant à Médine, elle n'est devenue territoire interdit et ville sainte que dans un contexte musulman largement postcoranique. Cela ne fut jamais le cas à l'époque de Mahomet. D'ailleurs, contrairement à La Mecque avec la Ka‘ba, l'oasis de Médine n'avait jamais auparavant constitué une enclave sacrée, comme il en existait un certain nombre en Arabie. […] Par un curieux paradoxe, pour le moins anachronique, l'islam contemporain a non seulement conservé mais considérablement étendu ces dispositions de clôture inventées à un moment indéterminé mais pas, en tout cas, durant la période prophétique. » Jacqueline Chabbi note que La Mecque, ses alentours, ainsi que Médine « demeurent, jusqu'à aujourd'hui, des territoires strictement interdits aux non-musulmans, notamment aux juifs et aux chrétiens et cela en dépit de l'abrahamisme revendiqué par le Coran et l'islam. » Dans son ouvrage, Jacquelijne Chabbi estime que l'on s'en laisse « un peu trop conter par des textes médiévaux largement postérieurs au début de l'islam ».
Il ne faut pas confondre « enclave sacrée » avec « territoire interdit ». Une enclave sacrée était avant Mahomet' un territoire où la chasse est interdite et considérée sainte. Les plantes des enclaves sacrées étaient également interdites. L'interdiction d'y pénétrer des païens est tout autre chose. R.B. Serjeant dit que Médine a été proclamée « enclave sacrée » par Mahomet en 628-629, mais il ne dit absolument rien dans l'analyse de F et H concernant le « territoire interdit » (voir ci-dessus « Proclamation de Médine enclave sacrée, haram, constituée des documents F et H »). Selon Ibn Ishaq, c'est en l'an IX que Mahomet décrète qu'aucun polythéiste ne pourra désormais faire le pèlerinage de La Mecque.
Suivant Mohammed Hocine Benkheira, c'est quelques décennies après Mahomet que l'interdiction d'accès à Médine et à la Mecque aux non musulmans a été entamée ; l'histoire de cette interdiction difficile à définir avec certitude remonte probablement à l'époque du calife omeyyade Umar ibn Abd al-Aziz (682-720), dont la politique est caractérisée par une hostilité marquée à, l'encontre des juifs, des chrétiens et des non-musulmans en général. C'est a posteriori que les exégètes musulmans ont justifié cette pratique à partir du Coran (9, 28), en déclarant les non-musulmans « impurs par nature » et leur présence sur le haram comme une « souillure ». Néanmoins, jusqu'au VIIIe siècle, voire au-delà, de nombreux témoignages attestent de la présence de non-musulmans à Médine et à la Mecque.
L'expulsion politique des non musulmans - exception faite des esclaves - du Hejaz, remonte, elle, au califat d'Umar ibn al-Khattab.

#### Sur le sujet de l'article
- Sîra de référence (texte de Ibn Ishaq cité par Ibn Hichâm), édition critique par Ferdinand Wüstenfeld, parue en 1858-1859 (tome 1 contenant le texte arabe) et 1860 (tome 2 contenant une introduction, des notes critiques et des indices). Le texte arabe, qui occupe le 1er tome en 2 volumes, comporte 1026 pages à raison de 20 lignes par pages, chaque ligne comportant en moyenne 14 mots, est publié sous son titre en arabe. Ibn Hicham a indiqué explicitement ce qui était écrit par Ibn Ishaq et a spécifié sous son nom ce qu'il ajoutait. Ibn Hicham a ajouté fort peu, mais il a enlevé, de ce qu'avait écrit Ibn Ishaq, une série de passages, nombreux semble-t-il, dont un certain nombre pour la raison suivante : « Il ne sied pas d'en parler, la mention nuit à quelques gens, al-Bakkâ'î ne nous recommande pas de rapporter. » Ce texte en arabe établi par Ferdinand Wüstenfeld est accessible en version numérique (Open Library, Université de Toronto) (1858), Volume: v.01 pt.01 (1859), Volume: v.01 pt.02 (1860), Volume: 02
- Ibn Ishaq, Muhammad, traduction française de la Sîra de référence par Abdurrahmân Badawî, introduction et notes par Abdurrahmân Badawî, éditions Al Bouraq (28 septembre 2001) : tome 1, 654 pages,  (ISBN 2841611531) ; tome 2, 608 pages,  (ISBN 284161154X) ; tomes 1 et 2 réunis (août 2006),  (ISBN 2841612082 et 978-2841612086). La traduction, faite à partir de l'arabe, est intégrale et indique tout au long l'emplacement des 1026 pages de l'original en arabe de Ferdinand Wüstenfeld.
- Tabarî, La Chronique t.2, traduit du persan par Hermann Zotenberg, 1260 pages, éditions Actes Sud, collection Thesaurus (24 mai 2001).  (ISBN 2-7427-3318-3 et 978-2-7427-3318-7). Autre édition : Histoire des Envoyés de Dieu et des rois (en un seul volume), 1186 pages, éditions Al-Bustane (1er septembre 2002),  (ISBN 2-910856-30-5 et 978-2-910856-30-4)
- Robert Bertram Serjeant, « The Sunnah Jami'ah, pacts with the Yathrib Jews, and the Tahrim of Yathrib: Analysis and translation of the documents comprised in the so-called "Constitution of Medina" », Bulletin of the School of Oriental and African Studies}, vol. 41, no 1,‎ 1978 (lire en ligne).  [ Étude détaillée des huit documents, avec les textes en arabe et en anglais, téléchargeable ici en format pdf].
- Medina Charter, wikisource
- Dominique Chevallier (oui) et André Miquel (oui), Les Arabes : Du message à l’histoire, Fayard, 1995, 650 p. (ISBN 2213593302 et 978-2213593302), avec des articles de Mohamed El Aziz Ben Achour, de Pierre Lory et de Haïm Zafrani.
- Marc Bergé (préf. Jacques Berque), Les Arabes. Histoire et civilisation des Arabes et du monde musulman des origines à la chute du royaume de Grenade, Éditions Lydis, 1978, 702 p. (ISBN 2850320412 et 978-2850320415).  Réédition Philippe Auzou, coll. « Histoire ancienne des peuples » (décembre 1997).  (ISBN 2-7338-0138-4)
- Maxime Rodinson, L'Arabie avant l'Islam, p. 3-36 et p. 1637-1642 de l’Encyclopédie de la Pléiade, Histoire universelle II, de l'Islam à la Réforme, 2121 pages, éditions La Pleiade - Gallimard (30 avril 1964).  (ISBN 2-07-010411-7 et 978-2-07-010411-6)
- Maxime Rodinson, Mahomet, éditions du Seuil, 1994 (1re éd. 1968), 284 p. (ISBN 2-02-022033-4 et 978-2-02-022033-0).
- Maxime Rodinson, « Mahomet ou Muḥammad », dans Encyclopædia Universalis, t. 15, 1971, p.660-662. (réédition août 2002).  (ISBN 2-85229-550-4) (édition avant la mort de l'auteur, sans remaniement posthume de l'article par l'éditeur)
- Hichem Djaït, La Grande Discorde. Religion et politique dans l'Islam des origines, 2008, 541 p. (ISBN 2070358666 et 978-2070358663).
- Hichem Djaït, La vie de Muhammad : Le parcours du Prophète à Médine et le triomphe de l’islam, t. 3, Fayard, 2012, 320 p. (ISBN 2213637202 et 978-2213637204).
- (en) William Montgomery Watt, Muhammad at Medina, éditions OUP Pakistan, 1991, 432 p. (ISBN 0195773071 et 978-0195773071), (reprise de l'édition Oxford University Press).

#### Sur Abraham
- Dominique Charpin dans La Bible dévoilée (épisode 1 Les Patriarches), coffret 2 DVD, Thierry Ragobert, Éditions montparnasse (22 février 2006). ASIN : B000EBFVNG
- Israël Finkelstein et Neil Asher Silberman, La Bible dévoilée. Les nouvelles révélations de l'archéologie, 431 pages, éditions Bayard (11 avril 2002), sur Abraham p. 47-50 et p. 361-367, sur l'origine des premiers Israélites p. 128-143.  (ISBN 222713951X et 978-2227139510)

#### Sur la méthode en histoire
- Ibn Khaldoun (trad. Vincent Monteil), Discours sur l'histoire universelle. Al-Muqaddima, éditions Actes Sud, coll. « Thesaurus Sindbad », 1997, 3e éd., 1132 p. (ISBN 2-7427-0924-X et 978-2-7427-0924-3).
- Claude Cahen, L’Islam des origines au début de l’Empire ottoman, Hachette Littérature, 1997, 413 p. (ISBN 2-01-278852-1 et 978-2-01-278852-7).
- Mohammed Arkoun, La pensée arabe, éditions PUF, coll. « Que-sais-je? », 2008, 7e éd., 128 p. (ISBN 2-13-057085-2 et 978-2-13-057085-1).
- Mohammed Arkoun, « Transgresser, déplacer, dépasser : histoire générale et histoire de la pensée », dans Humanisme et Islam : Combats et propositions  (en hommage à Claude Cahen), 2005, 311 p. (ISBN 2-7116-1731-9 et 978-2-7116-1731-9), chap. III, p.77-130.